# Nachwachsender Rohstoff

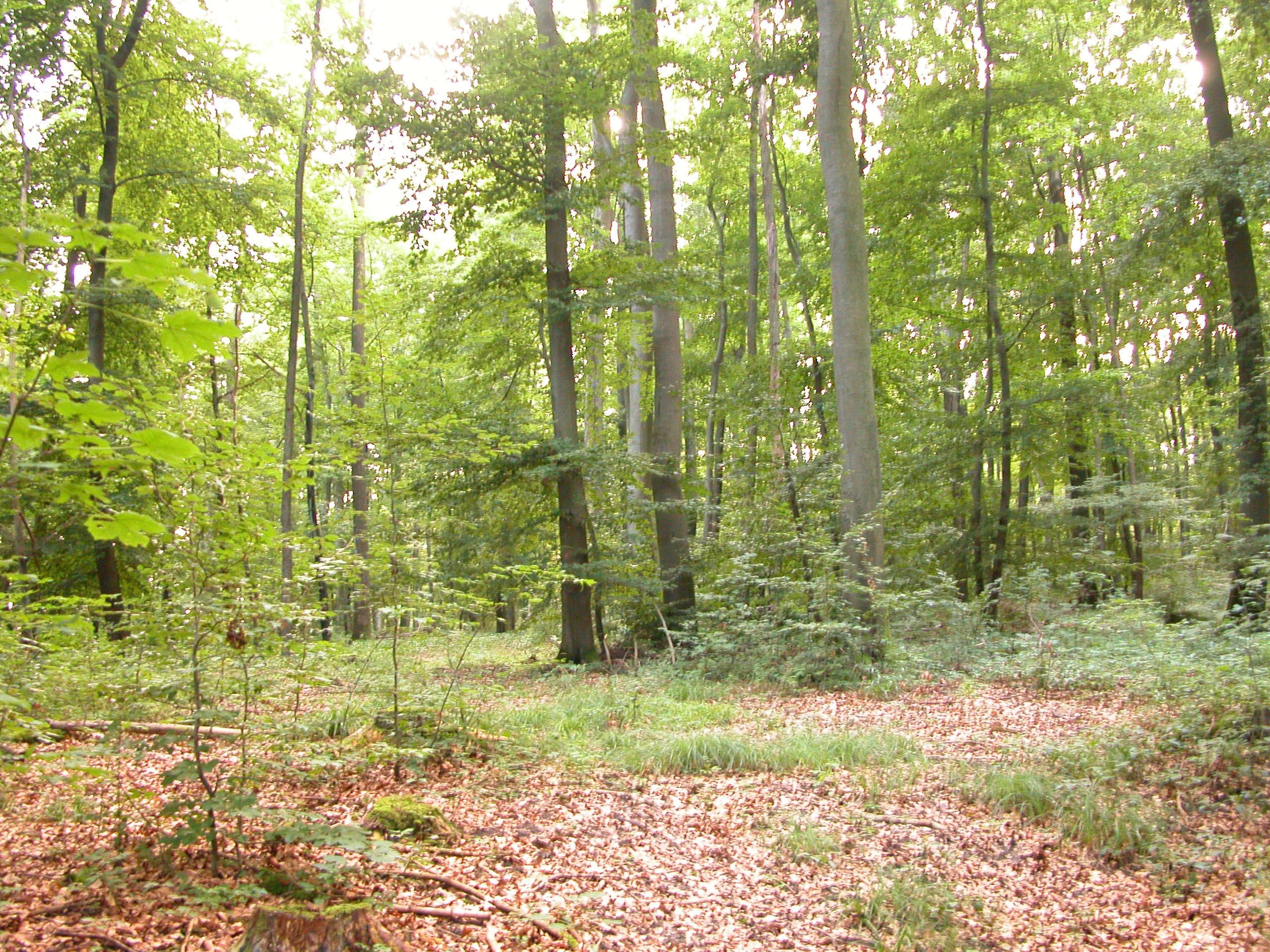
Wald ist die wichtigste Quelle nachwachsender Rohstoffe in Deutschland

Nachwachsende Rohstoffe (abgekürzt NawaRo, Nawaro oder NR) sind organische Rohstoffe, die aus landwirtschaftlicher, forstwirtschaftlicher und Fischerei-Produktion stammen und vom Menschen zielgerichtet für weiterführende Anwendungszwecke außerhalb des Nahrungs- und Futterbereiches verwendet werden.
Gegensatz ist der nichterneuerbare Rohstoff.

## Allgemeines
Die größte Bedeutung hat heute die Verwendung von Rohstoffen pflanzlicher Herkunft sowie biogener Abfallprodukte. Diese werden sowohl energetisch als auch stofflich genutzt.
Dezidiert für eine energetische Nutzung angebaute Pflanzen werden als Energiepflanzen bezeichnet, Pflanzen für die stoffliche Nutzung sind Industriepflanzen.
Die energetische Nutzung erfolgt in flüssiger Form (Biokraftstoff), in fester Form (Biogener Brennstoff), sowie gasförmig (Biogas).
Von stofflicher Nutzung spricht man bei der Herstellung von Plattformchemikalien, technischen Ölen, Textilien, Faserstoffen, Tensiden, Klebstoffen, Bio-basierter Kunststoffen und anderen Produkten.
Mit der Verwendung von nachwachsenden Rohstoffen macht sich der Mensch eine Synthesevorleistung der Natur zunutze, die Umwandlung von Sonnenenergie in energiereiche, organische Verbindungen. Nachwachsende Rohstoffe gelten als rezente organische Naturprodukte, die um der technischen Nutzung bzw. Wirtschaft willen existieren.
Im Zuge der Rohstoff-Energiewende sollen nachwachsende Rohstoffe, Rohstoffe für Grundchemikalien und Fossiler Energieträger (Erdöl, Erdgas, Kernenergie) langfristig ersetzen, möglichst durch eine Kaskadennutzung. Wegen der dadurch zunehmenden Flächen- und Nutzungskonkurrenz stehen einzelne Anwendungen in der Diskussion.

### Flächennutzung
Von den 2480 ha Gesamtackerfläche für nachwachsende Rohstoffe werden in Deutschland (2023) genutzt für:
- Energiepflanzen (Biodiesel aus Pflanzenöl (23,7 %), Bioethanol (9,3 %), Biogas (55,2 %), Festbrennstoffe (0,5 %))
- Industriepflanzen (Industriestärke (5,8 %), Industriezucker (0,4 %), Pflanzenöle (4,3 %), Pflanzenfasern (0,3 %)),
- Arzneimittel und Farbstoffe (0,5 %)[4][5][6]

|                                   | Anbaufläche für nachwachsende Rohstoffe 2023 in 1.000 Hektar |
| --------------------------------- | ------------------------------------------------------------ |
| Energetische Nutzung              | 2.200                                                        |
| Raps für Biodiesel/Pflanzenöl     | 583                                                          |
| Stärke/Zucker für Bioethanol      | 231                                                          |
| Pflanzen für Biogas               | 1.370                                                        |
| Dauerkulturen für Festbrennstoffe | 11.6                                                         |
| Stoffliche Nutzung                | 279                                                          |
| Industriestärke                   | 143,5                                                        |
| Industriezucker                   | 10,6                                                         |
| technisches Rapsöl                | 80,1                                                         |
| technisches Sonnenblumenöl        | 21,2                                                         |
| technisches Leinöl                | 5                                                            |
| Pflanzenfasern                    | 7,05                                                         |
| Arznei- und Farbstoffe            | 12                                                           |

## Geschichte

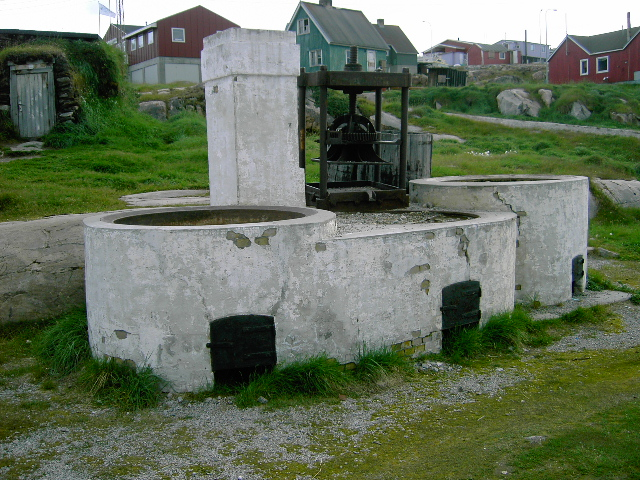
Historischer Trankocher in Ilulissat, Grönland

### Natürliche Rohstoffe vor der Industrialisierung
Bereits lange vor der Schöpfung des Begriffs NaWaRo hatten Rohstoffe tierischer und pflanzlicher Herkunft eine große Bedeutung. Bereits vor Jahrtausenden wurden Leder und tierische oder pflanzliche Fasern als Kleidung und Holz als Brennstoff eingesetzt. Bis zur Industrialisierung im 19. Jahrhundert waren nachwachsende Rohstoffe die wichtigste Energiequelle (Brennholz, Holzkohle) und die wichtigsten Rohstofflieferanten für die chemische und pharmazeutische Industrie (zum Beispiel Wal-Tran). Holzasche war früher die einzige Quelle für die Herstellung von Pottasche, einem wichtigen Chemiegrundstoff.
Mit der Industrialisierung gewann zunächst Kohle als Energieträger eine dominierende Bedeutung.

### Nachwachsende Rohstoffe in der Weimarer Republik
Während die Forschung zur Pflanzenzucht vor 1918 insbesondere auf wirtschaftlich nutzbare Pflanzenarten in den deutschen Kolonien ausgerichtet war, verschob sich nach dem Ersten Weltkrieg mit dem Verlust der Kolonien der Schwerpunkt auf heimische Nutzpflanzen und eine agrarische Selbstversorgung Deutschlands. Ein Vorreiter war Erwin Baur, der bereits 1914 als Leiter des Instituts für Vererbungswissenschaft in Berlin systematisch genetische Erkenntnisse für landwirtschaftliche Zwecke genutzt hatte. Bekannt wurde Baur unter anderem mit der Züchtung der bitterstoffreduzierten Süßlupinen, in die große Hoffnungen als Soja des Nordens gesetzt wurden. Das heutige Max-Planck-Institut für Pflanzenzüchtungsforschung in Köln arbeitet in direkter Nachfolge eines von Baur 1928 initiierten Instituts.

### Nachwachsende Rohstoffe im Dritten Reich
Das Streben nach nationaler Autarkie durch technische Synthesen und die Verwendung lokal verfügbarer (natürlicher) Rohstoffe spielte bereits in der (nicht nur jüngeren) deutschen Technikgeschichte eine wichtige Rolle. Die Autarkie durch den Ersatz von importierten Rohstoffen durch heimische (wie Kohle), vor allem aber auch nachwachsende Rohstoffe war ein zentrales Thema der nationalsozialistischen Forschungspolitik.
Ab 1933 wurde Züchtungsforschung im Sinne der NS-Autarkiebestrebungen mit umfangreichen Fördermitteln unterstützt. Die Autarkiebestrebungen sowie Embargos gegen das Deutsche Reich, nachdem es mit dem Überfall auf Polen den Zweiten Weltkrieg ausgelöst hatte, verstärkte in Deutschland Bemühungen zur verstärkten Nutzung von nachwachsenden Rohstoffen.
Konrad Meyer, Agrarwissenschaftler, SS-Oberführer, Autor des Generalplan Ost und Begründer des Fachs Raumplanung in Deutschland, bestimmte zwischen 1933 und 1945 als Vizepräsident der Deutschen Forschungsgemeinschaft maßgebend die agrarwissenschaftlichen Studiengänge, wie die Organisation der Landbau-Forschung in Deutschland. Meyer gelang es, fast ein Drittel der Forschungsmittel des Reichsforschungsrats im Bereich Landwissenschaft und Allgemeine Biologie zu konzentrieren.
Institutionell gehen Gründung wie Ausbau etlicher heutiger Forschungseinrichtungen auf die damaligen Aktivitäten zurück. Im Reichsnährstand wie im Vierjahresplan wurde die Schließung der Eiweiß, Öl- und Faserlücke (siehe auch Fettlücke) als strategische Herausforderung angesehen, was unter anderem vergebliche Forschungsprojekte für winterharte Oliven und Sojabohnenanbau in Deutschland hervorbrachte.
Erfolgreicher war man im Bereich Raps, Lein, Nutzhanf, Rübsen und eiweißhaltigen Futterpflanzen, insbesondere Leguminosen.
Im Kriegsverlauf griffen Forscher aus Deutschland auf Ressourcen, Sammlungen und Ergebnisse der Forschung in den besetzten Gebieten zurück.
Ein zentrales, von Heinrich Himmler persönlich vorangetriebenes Forschungsprojekt war die versuchte Herstellung von Kautschuk aus Kautschuklöwenzahn (Taraxacum bicorne). Nachdem 1942 die SS Saatgut der Pflanze in der Sowjetunion erbeutet hatte, wurden unter der Leitung von Joachim Caesar Versuche auf einem Landwirtschaftsbetrieb und Nebenlager des Konzentrationslager Auschwitz durchgeführt. Das zugehörige Kommando Pflanzenzucht umfasste noch Anfang 1945 über 150 weibliche Häftlinge, die aus dem KZ Ravensbrück überstellt worden waren. Zusätzlich waren dort russische Wissenschaftler interniert.

### Nachwachsende Rohstoffe (Nawaro) im Nachkriegszeitraum
Im 20. Jahrhundert wurde Erdöl zunächst ein wichtiger und durch die billige Förderung und Erschließung neuer Vorkommen ab etwa 1950 der dominierende Energieträger und wichtigster Rohstoff für die chemische Industrie (Petrochemie). Der Begriff „nachwachsender Rohstoff“ selbst wurde in den Jahren 1973/74 sowie 1979/81 infolge des hohen Ölpreises während der Ersten sowie Zweiten Ölkrise im deutschsprachigen Raum etabliert.
International ist renewable resource (englisch für erneuerbare Ressource) gebräuchlicher als die wörtliche Entsprechung renewable raw material. Ab der Mitte der 1980er war der Erdölpreis erneut sehr niedrig, so dass nachwachsende Rohstoffe weniger konkurrenzfähig wurden und zunächst an Bedeutung verloren.

### Verknappung der Fossilen Quellen
Aufgrund wiederum gestiegener Ölpreise in den 2000er Jahren und des mittelfristig erwarteten globalen Ölfördermaximums („Peak Oil“) und der Globalen Erwärmung gewinnen nachwachsende Rohstoffe derzeit wieder stark an Bedeutung. Mögliche Verknappungen der fossilen Energieträger und Chemiegrundstoffe lassen eine zunehmende Verwendung nachwachsender Rohstoffe notwendig erscheinen. Weitere Faktoren sind eine größere Rohstoffdiversifizierung und größere Unabhängigkeit von fossilen Rohstoffen und deren Exporteuren. Die Gewinnung von Strom, Wärme und Kraftstoffen aus nachwachsenden Rohstoffen und Abfallprodukten der Land- und Forstwirtschaft sollen zudem zur wirtschaftlichen Stärkung des ländlichen Raumes beitragen.
Die Rolle von Land- und Forstwirtschaft nimmt mit dem weltweit zunehmendem Bedarf an Nahrungs- und Futtermitteln sowie nachwachsenden Rohstoffen zu.
Aktuell wird die Forschung an und die Nutzung von Nachwachsenden Rohstoffen vor allem aus Gründen der Ökologie und Nachhaltigkeit verstärkt.
Für herausragende journalistische Leistungen im Themengebiet Nachwachsende Rohstoffe wird der Medienpreis Nachwachsende Rohstoffe verliehen.

## Energetisch und stoffliche Nutzung von nachwachsenden Pflanzen
Beim Einsatz nachwachsender Rohstoffe wird oft zwischen der energetischen und der höherwertigen, stofflichen Nutzung unterschieden. Bei der energetischen Nutzung steht häufig der Energiegehalt der verwendeten Biomasse im Vordergrund. Bei der stofflichen Nutzung dagegen sind die chemische Zusammensetzung und andere Eigenschaften für die weitere Verwendung und Verarbeitung von hoher Bedeutung. Bei einer Kaskadennutzung können stoffliche und energetische Nutzung miteinander kombiniert werden, wie bei der Verbrennung von Altholz. Bei vielen stofflichen Nutzungen fallen zudem Abfälle oder Nebenprodukte (Kuppelprodukte), wie Sägemehl, an, die noch energetisch verwertbar sind.

### Energetische Nutzung
Der größte Teil der Ackerfläche wird in Deutschland für den Anbau von Biokraftstoffen, als Pflanzenölkraftstoff wie Biodiesel, Bioethanol und Biogas verwendet.

#### Biodiesel

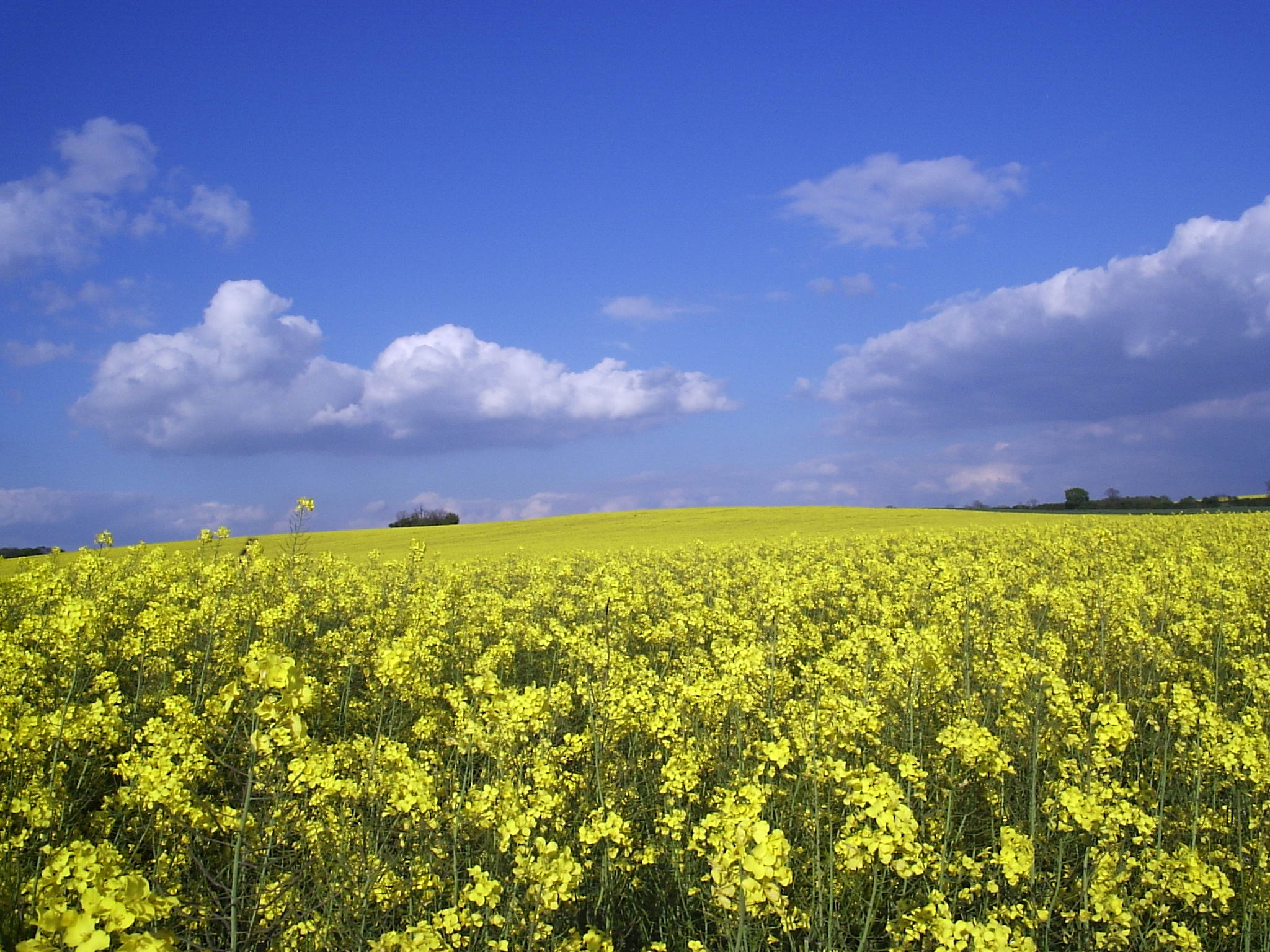
Raps als Energiepflanze

Biodiesel war 2022 mit 52, 080 Millionen Tonnen weltweit der am häufigsten verwendete Biokraftstoff.
In Deutschland wurden 2023 3,7 Millionen Tonnen Biodiesel produziert.

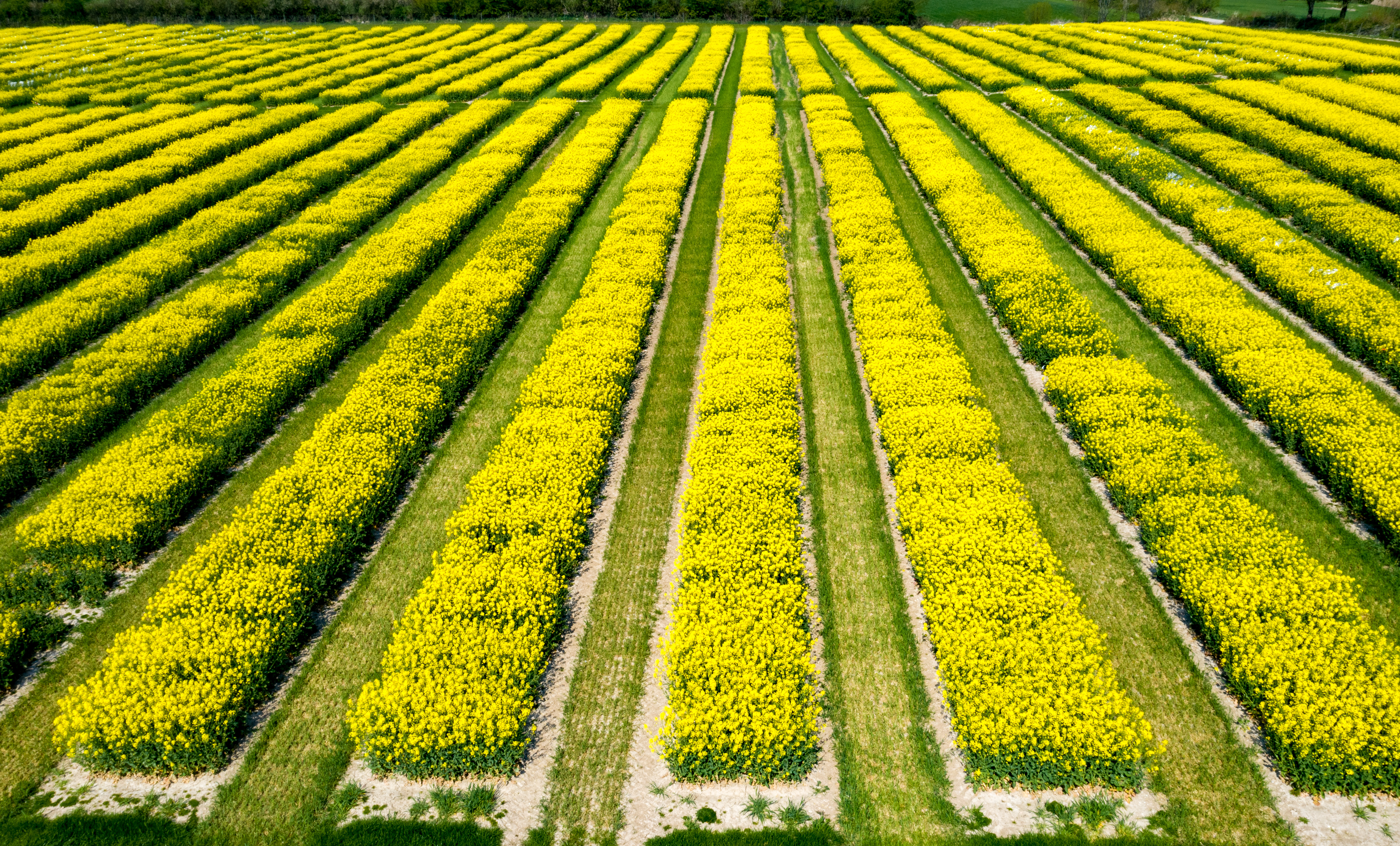
Rapsfeld

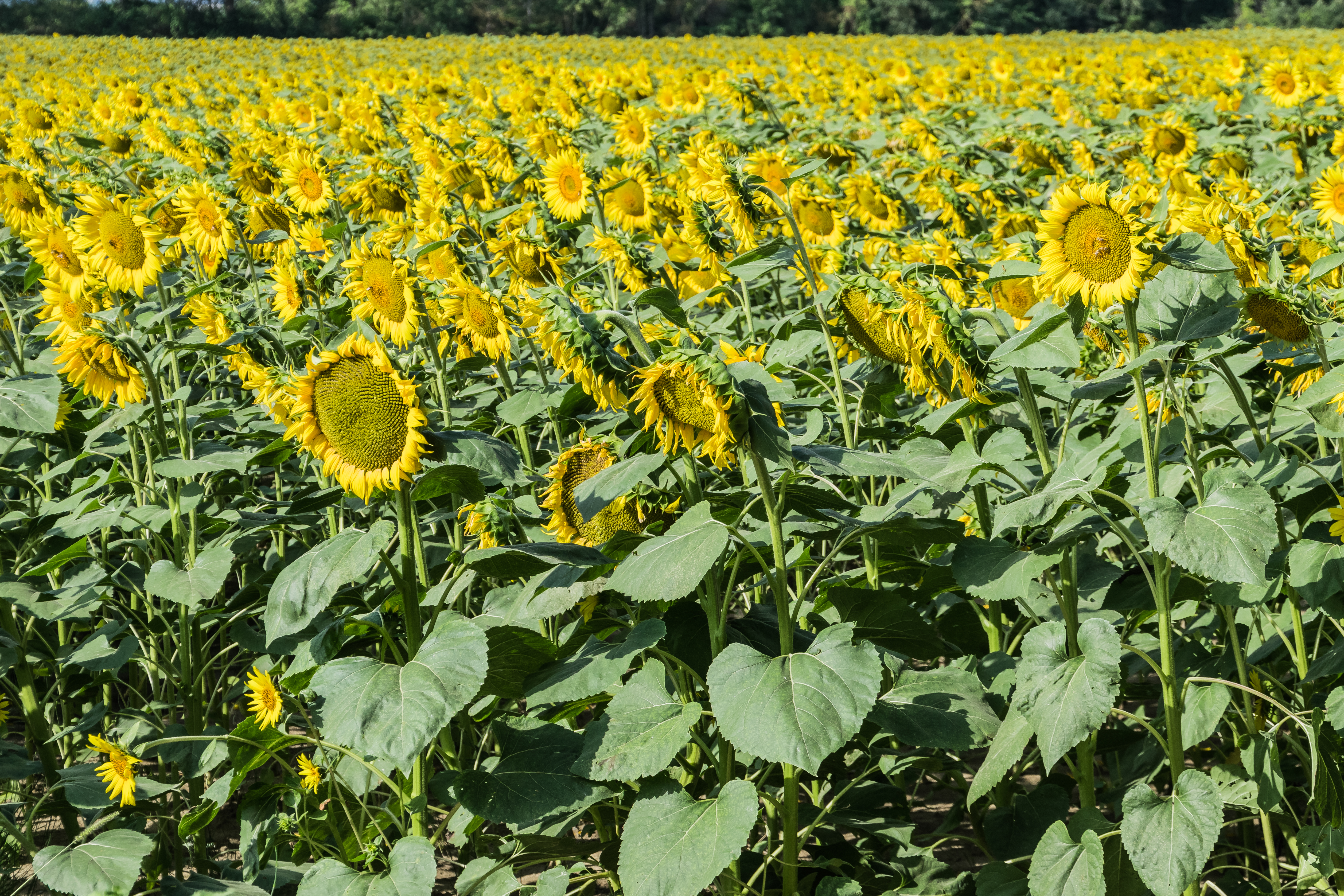
Sonnenblumenfeld in Südfrankreich

In Europa wird Biodiesel vor allem aus Rapsöl hergestellt, während international vor allem Palm- und Sojaöl verwendet werden.
Um landwirtschaftliche Überschüsse zu reduzieren, war in der Europäischen Union (EU) bis 2024 die Flächenstilllegung von der landwirtschaftlichen Anbaufläche pro Jahr obligatorisch. Anfänglich wurde der Satz der obligatorischen Stilllegung jährlich festgelegt. Im Anbaujahr 1993/94 mussten Landwirtinnen und Landwirte 15 Prozent ihrer Fläche stilllegen. Im Wirtschaftsjahr 1999/2000 wurde sie dann zur Vereinfachung dauerhaft auf 10 % festgelegt. Für das Anbaujahr 2004/05 wurde sie auf 5 % gesenkt. Bis 2024 galt eine Stilllegungsquote von 4 %. Ab 2025 entfällt die Pflichtstilllegung.
Die Vorgabe für die Stilllegungsflächen war: Es durften keine Lebens- und Futtermittel darauf angebaut werden.
Da der Anbau von nachwachsenden Rohstoffen auf diesen Flächen zulässig war, wurden zuerst Ölpflanzen, wie Raps und Sonnenblume, für die Biokraftstoffherstellung in großem Maßstab angebaut.
Nach der Durchführungsverordnung der EU-Kommission müssen Landwirte inzwischen die Brachflächen nutzen für:
- nichtproduktive Flächen und Landschaftselemente, einschließlich brachliegender Flächen,
- stickstoffbindende Pflanzen (Leguminosen),
- Zwischenfrüchte.

Erlaubt ist auch eine Kombination der drei Optionen in beliebigen Anteilen.
Die Flächenstilllegung wird mit einer Prämie ausgeglichen.

#### Bioethanol als Energieträger
Bioethanol wird fast ausschließlich aus zuckerhaltigen Pflanzen (Zuckerrohr und Zuckerrüben), Mais, Palmöl, Sojaöl, Rapsöl, anderen angebauten Pflanzen wie Weizen und Triticale hergestellt.
Bioethanol wird auch aus nachwachsenden landwirtschaftlichen Abfällen und Reststoffen wie Stroh und Altspeiseölen und tierischen Fetten (Schlachtabfällen) hergestellt.
Insgesamt betrug 2022 in Deutschland der Absatz an Bioethanol.1,19 Mio. t
Im Jahr 2023 wurden insgesamt in Deutschland 670.585 Tonnen Bioethanol erzeugt. Dies ist eine Abnahme der Produktionsmenge von mehr als sechs Prozent gegenüber dem Jahr 2022 mit 715.000 t Ethanol. Dabei stammten 2023 aus Futtergetreide 86,7 Prozent und aus Zuckerrübenstoffen 7,1 Prozent.
Bioethanol findet in zahlreichen Bereichen Anwendung als Treibstoffzusatz:
Bioethanol wird in den Kraftstoffen Super Plus, Super E5 (bis zu 6,8 Vol.-% Bioethanol) sowie Super E10 (bis zu 10 Vol.-% Bioethanol) und als Kraftstoffadditiv als Ersatz von fossilem Benzin verwendet. In einigen Ländern sind auch die erneuerbaren Kraftstoffe E85 (bis zu 85 Vol.-% Bioethanol) und ED95 (bis zu 95 Vol.-% Bioethanol) erhältlich.

#### Biogas-Biomethan

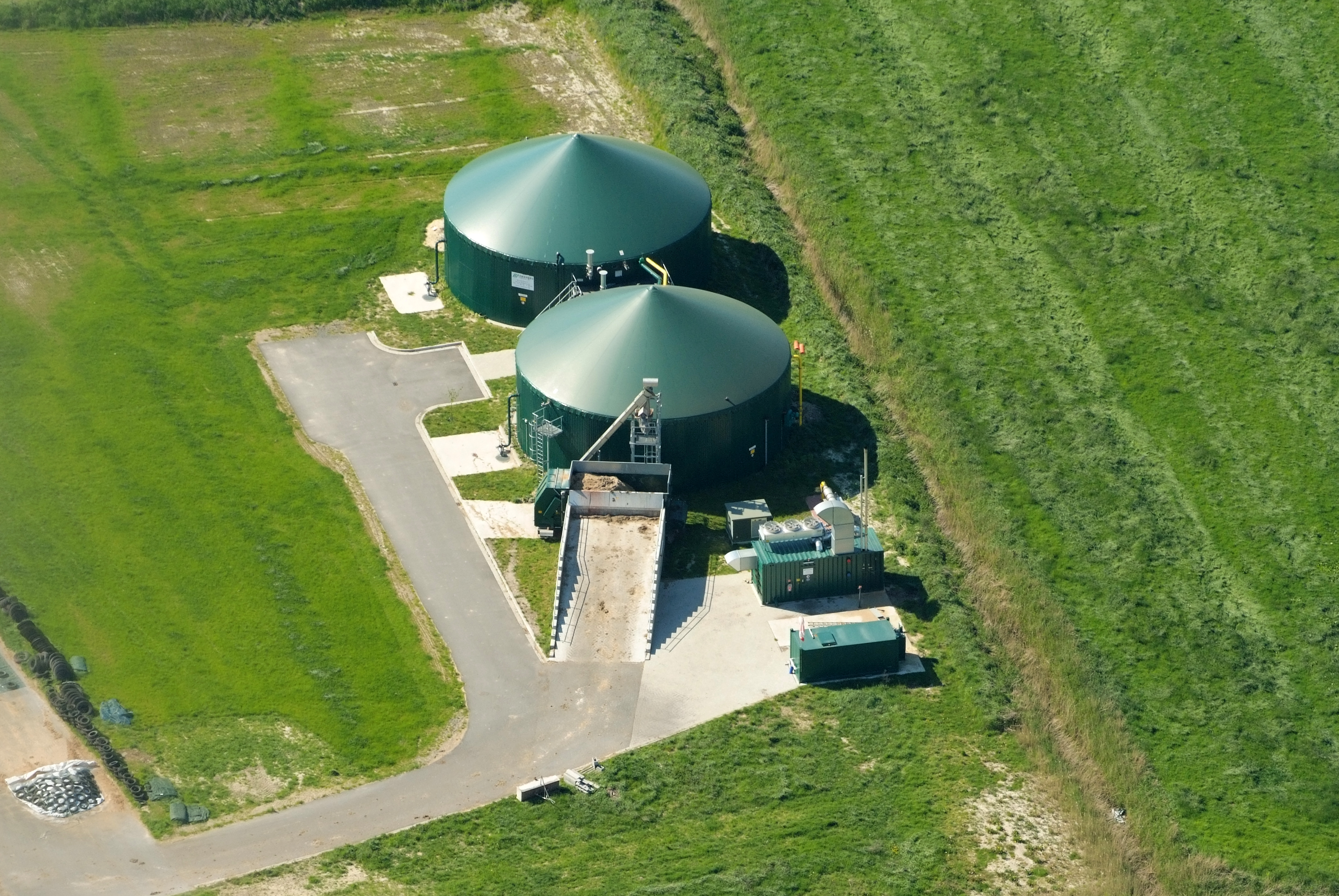
Biogasanlage

In Biogasanlagen bauen Mikroben durch anaerobe Vergärung organische Substanzen also unter Ausschluss von Sauerstoff in Biogas ab.
Als Rohstoffe werden Bioabfall, Speisereste, Gülle, Mist, Gras, Holz, Mais oder Zuckerrüben als auch Glycerin eingesetzt. Nach der ersten Stufe des Fermenters einer Biogasanlage und der Nachgärung besteht das Roh-Biogas je nach den verwendeten Ausgangsmaterialien vor allem aus unterschiedlichen Anteilen von Methan (55–75 %) und Kohlendioxid (CO2) und Spuren von Schwefelwasserstoff (H2S), Stickstoff, Wasser, Sauerstoff, Wasserstoff.
Das Roh-Biogas wird zuerst entschwefelt und getrocknet.
Für die Entschwefelung werden Grob- und anschließende Feinentschwefelung durchgeführt.
Die Grobentschwefelung kann in mehreren Verfahren erfolgen:
- Bei der chemischen Entschwefelung werden im Fermenter nach Zudosierung von zwei oder dreiwertigen Eisenhydroxide (und/oder Eisensalzen) in das Substrat die Sulfid Ionen als Eisensulfide ausgefällt. Dieses Verfahren ist geeignet, wenn das Biogas in weiteren Schritten zu Biomethan aufkonzentriert wird.
- Bei der Internen biologischen Entschwefelung wird 8-12 Vol. % Frischluft in den Gasraum des Nachgärbehälters eingeblasen. Mikroorganismen, die auf Oberflächen im Gärraum wachsen, nutzen den Luftsauerstoff um Schwefelwasserstoff zu elementaren Schwefel zu oxidieren. Die Mikroorganismen werden mit dem Gärrest aus dem Fermenter ausgetragen. Dieses Verfahren ist geeignet, wenn das lufthaltige Roh-Biogas direkt in Blockheizkraftwerken eingespeist wird.
- Bei der externen biologischen Entschwefelung strömt das Rohgas zusammen mit Frischluft durch Entschwefelungskolonnen. An Tropfkörper anhaftende Mikroorganismen oxidieren den Schwefelwasserstoff. Dieses Verfahren ist geeignet, wenn das lufthaltige Roh-Biogas direkt in Blockheizkraftwerken eingespeist wird.[21]

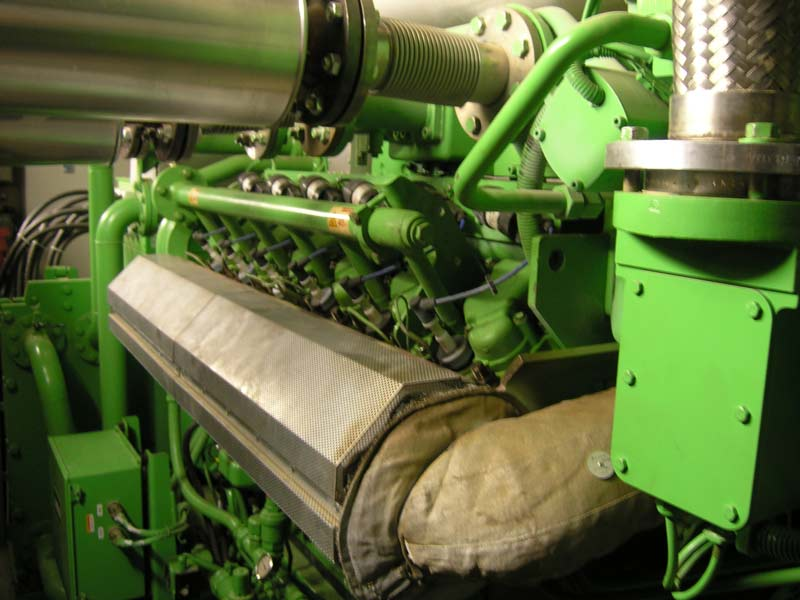
Blockheizkraftwerk-Biogasmotor

Bei den meisten Biogasanlagen wird das entstandene Roh-Biogas vor Ort in einem Blockheizkraftwerk (BHKW) zur Strom- und Wärmeerzeugung genutzt.
In Deutschland gab es 2022 9.876 Biogasanlagen, die eine elektrische Leistung von mehr als 5.600 Megawatt erzeugten.
Einige Biogasanlagen bereiten das gewonnene Gas zu Biomethan auf.
Wird das Biogas zu Biomethan aufkonzentriert und danach ins Erdgasnetz eingespeist, ist davor eine Feinentschwefelung notwendig. Die adsorptive Feinentschwefelung mit Aktivkohle senkt die Schwefelwasserstoffkonzentration dann auf unter 5 mg/m³.
Abhängig vom Aufbereitungsverfahren muss das Gas noch durch Abkühlung unter den Taupunkt entfeuchtet und getrocknet werden.
Um Biogas als Biomethan ins landesweite Erdgasnetz einspeisen zu können, ist es notwendig, durch Verfahren der Biogasaufbereitung den Methangehalt im Biogas zu erhöhen und gleichzeitig Kohlendioxid und weitere unerwünschte Bestandteile zu entfernen.
Bei der eigentlichen Aufbereitung wird der Methangehalt von 55–75 % auf bis zu 98 % erhöht.
Für die Biogasaufarbeitung zur Trennung von Kohlenstoffdioxid und Methan bieten sich folgende Aufbereitungsverfahren an: die Druckwechsel-Adsorption (engl. PSA – Pressure Swing Adsorption), die Druckwasserwäsche (DWW), physikalische und chemische Wäschen durch Absorption (wie die Aminwäsche und das Membrantrennverfahren).
Ein anderes Aufarbeitungsverfahren ist die Physikalische Absorption (u. a. Genosorb-Wäsche®, Selexol-Wäsche®) in einer Waschkolonne.
Im Gegensatz zur Druckwasserwäsche kommt bei diesem Verfahren ein organisches Lösungsmittel (z. B. Polyglykolgemische) zum Einsatz. Gegenüber Wasser kann das Lösungsmittel mehr CO2 aufnehmen. In der Absorptionskolonne durchströmt das Absorptionsmittel das Biogas im Gegenstrom und bindet neben CO2 auch H2S und H2O. Eine Feinentschwefelung kann daher entfallen. Das bei der nachgeschalteten Kühlung des Produktgases kondensierte Wasser muss entfernt werden. Durch Entspannung und Erwärmung der Waschlösung und Luftzufuhr werden die Gase wieder desorbiert. Eine Abgasnachbehandlung ist danach erforderlich.
Wird die Biogasanlage zweistufig gefahren, ist es in der zweiten Stufe möglich, durch ein biologisches Power to Gas Verfahren mithilfe von Strom und Wasserstoff-Beigabe das CO2 im Roh-Biogas zu methanisieren. Die Methanisierung wird von spezialisierten Mikroorganismen durchgeführt. In ihrem Stoffwechsel verwandeln sie den in Flüssigkeit gelösten Wasserstoff und das Kohlendioxid in Methan und Wasser um.

#### Wasserstoff aus Biogas
In der Anlage wird ein Teilstrom Roh-Biogas abgezweigt und mit Wasserdampf vermischt. Das Gemisch strömt in den Dampfreformer der Anlage. Dort wird das Methan reformiert und Synthesegas mit Kohlenmonoxid und Wasserstoff erzeugt.
Dieses Gas reduziert in weiterer Folge Eisenoxid zu Eisen. Dann kommt in der Wassergas-Shift-Reaktion Wasserdampf in den Reaktor, der das Eisen wieder zu Eisenoxid reoxidiert und Kohlendioxyd und Wasserstoff erzeugt. Dabei wird Wasserstoff mit einem Reinheitsgrad von 99,998 % frei. Der gewonnene Wasserstoff hat eine Reinheit von mindestens 99,7 % und ist somit für den Einsatz in Brennstoffzellen geeignet.
Mit diesem Eisen-Wasserdampf-Prozess wird ein Wirkungsgrad von 75 % erreicht.

#### Weitere Biogene Brennstoffe
Neben dem bereits genannten Holz und den Rohstoffen zur Biokraftstoffherstellung sind auch andere nachwachsende Rohstoffe energetisch als sogenannte Biogene Brennstoffe nutzbar. Diese Verwendungsweise ist meist weniger hochwertig als die stoffliche Nutzung, so dass vor allem organische Abfälle und Reststoffe (sowie Kuppelprodukte) wie zum Beispiel Stroh verwendet werden. Auch eine Kaskadennutzung, wie beispielsweise bei der Verbrennung von Altholz, findet statt. Steigende Energiepreise und die politische Förderung von Erneuerbaren Energien unter anderem der Bioenergien, zum Beispiel in Deutschland durch das Erneuerbare-Energien-Gesetz (EEG), führten und führen zu einem starken Ausbau. Eine erhöhte Vergütung für den erzeugten Strom und weitere Förderungen machen bisher ungenutzte Biomassefraktionen wirtschaftlich nutzbar. Dabei ergeben sich zum Teil Synergieeffekte zwischen Abfallentsorgung und Energiegewinnung. Hintergrund der Förderungen sind unter anderem Bemühungen zum Umweltschutz, Klimaschutz, zur Ressourcenschonung, Verringerung der Abhängigkeit von Energieexporteuren und die Förderung ländlicher Regionen. Bei biogenen Festbrennstoffen findet eine verstärkte Nutzung von Abfällen der Forstwirtschaft (wie Schlagabraum) und der Holzindustrie (wie Sägemehl, Verschnitt, Schwarten) statt. Auch Altholz wird in Biomasseheizwerken oder Biomasseheizkraftwerken in erhöhtem Maß genutzt. Hinzu kommt die gezielte Erzeugung von Hackschnitzeln aus Wald- oder aus Kurzumtriebsholz. Auch die Erzeugung von biogenen Flüssigbrennstoffen wie Biomass to Liquid (BtL) aus fester Biomasse ist in der Entwicklung sowie Erprobung. Stark an Bedeutung gewinnt die Gewinnung biogener Brenngase (Biogas, Biomethan) in Biogasanlagen. Als Substrat wird vor allem feuchte Biomasse eingesetzt, die in Verbrennungen nicht eingesetzt werden kann. Es werden Abfälle, unter anderem aus der Lebensmittelindustrie, oder ungenutzte Pflanzenreste aus der Landwirtschaft, wie Gülle, Mist, Rübenblattsilage und anderes verwendet. In Deutschland werden verstärkt auch nachwachsende Rohstoffe, wie vor allem Mais, speziell für die Verwendung in Biogasanlagen angebaut.

### Stofflich genutzte nachwachsende Rohstoffe
Im Folgenden sind die wichtigsten Kategorien nachwachsender Rohstoffe genannt. Da diese sich unterschiedlich, wie an Herkunft, Inhaltsstoffen oder Verwendung orientieren, überschneiden sie sich teilweise. Da die energetische Nutzung oft eng mit der stofflichen Nutzung verknüpft ist, wird diese teilweise hier auch aufgeführt.

#### Holz

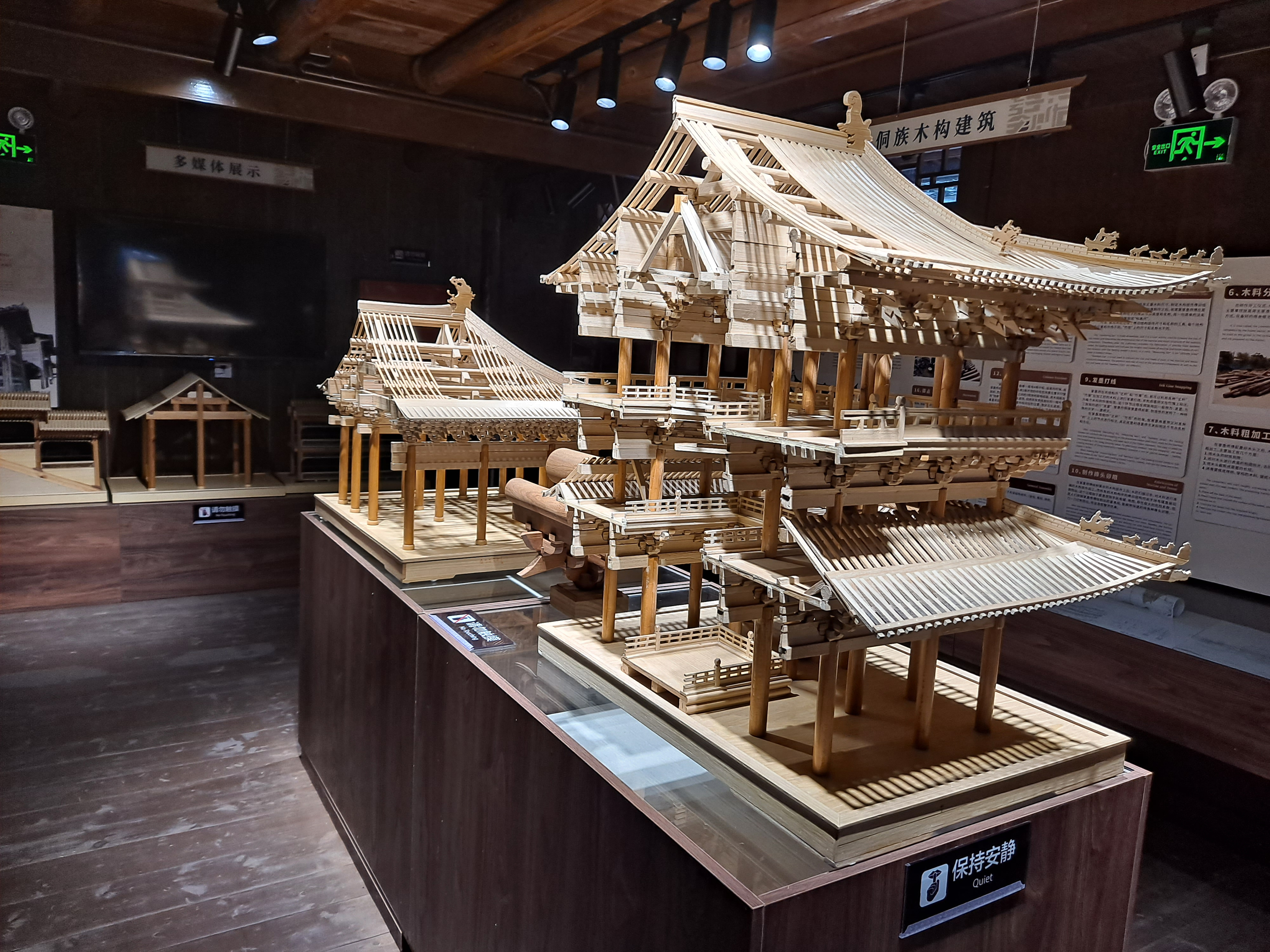
Holzbau Museum, Chengyang

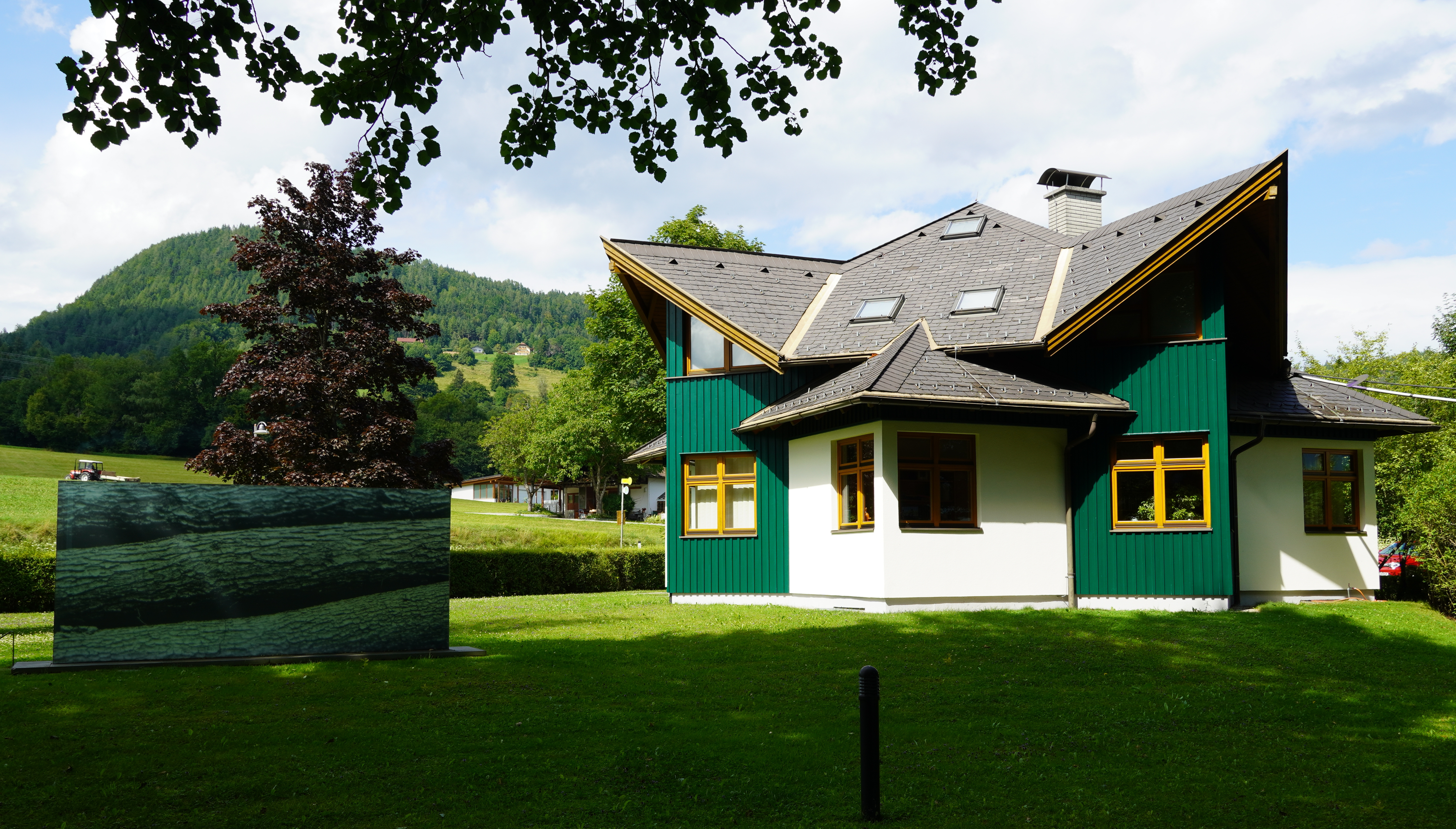
Skulpturenpark Holzbau Gasser

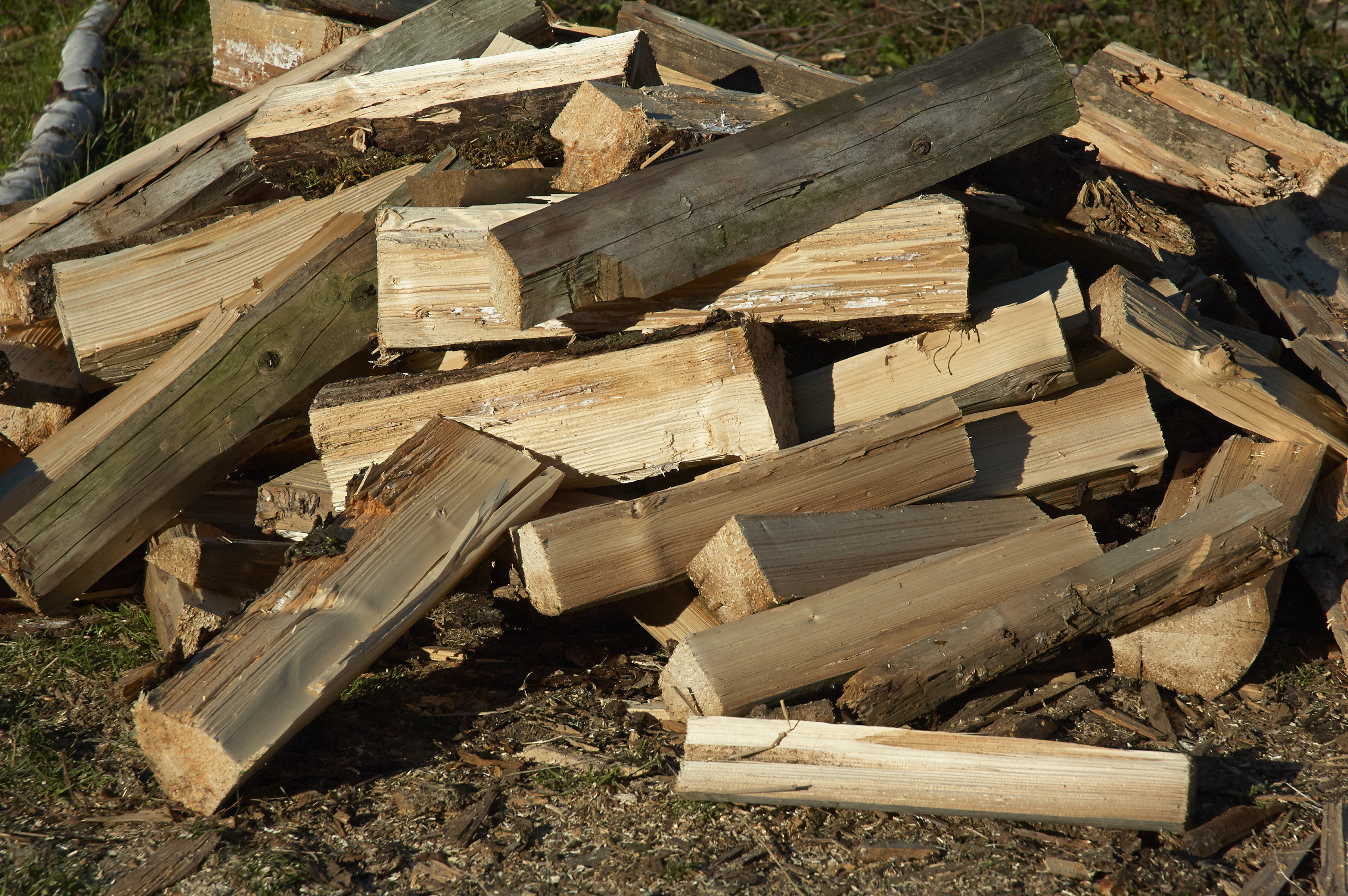
Brennholz

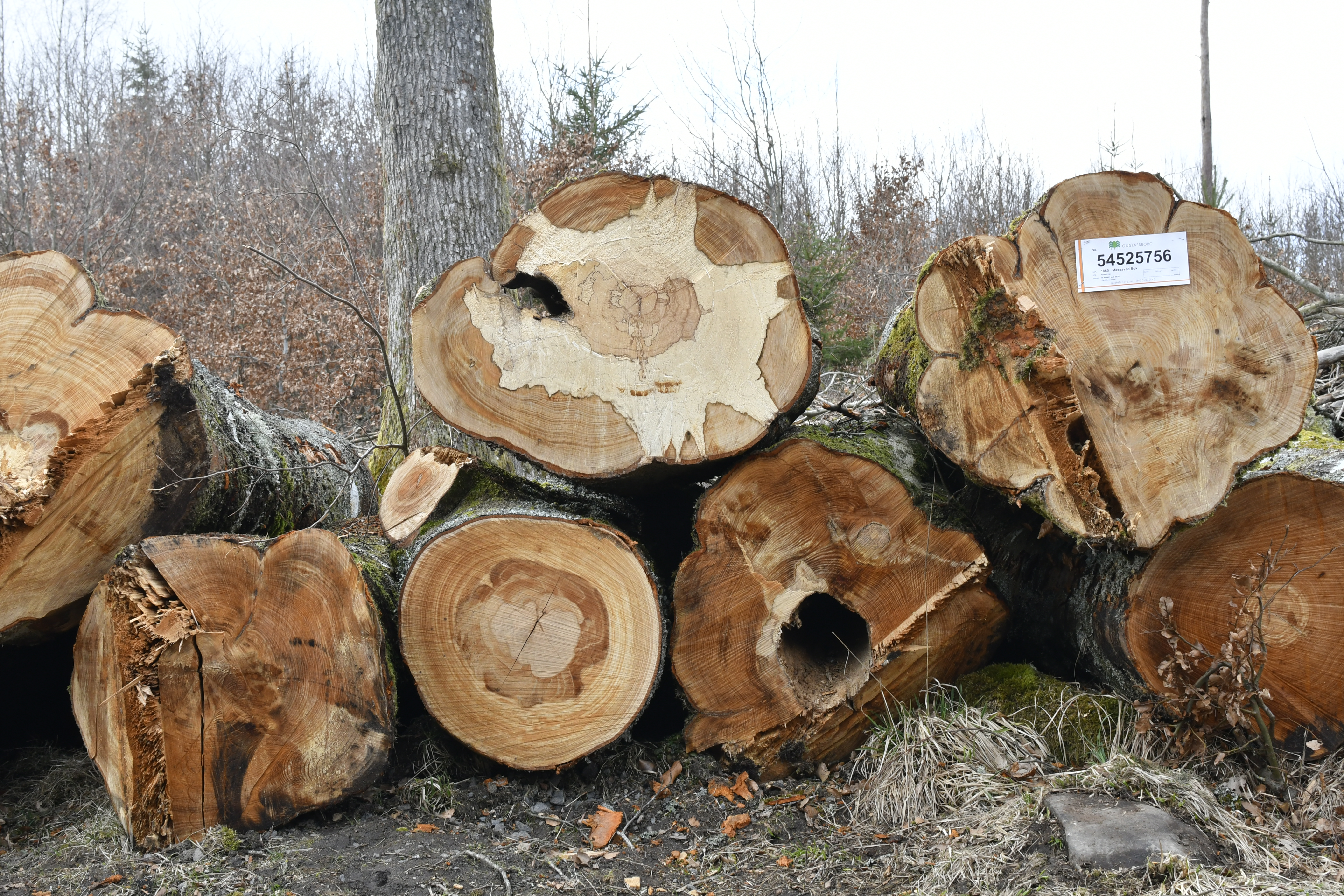
Holzeinschlag

Der wichtigste und am häufigsten genutzte nachwachsende Rohstoff ist Holz. Es ist seit der Vorzeit als Rohstoff des Menschen nachweisbar und bis heute auch in Industrieländern einer der wichtigsten und vielseitigsten Rohstoffe. In Deutschland machte der Wald 2024 mit 11,5 Mio. ha fast ein Drittel der Landesfläche aus. Fast die Hälfte des deutschen Waldes ist in privater Hand (760.0000 Waldbesitzer). 29 Prozent des Waldes gehören den Ländern, 20 Prozent sind Eigentum von Körperschaften, 3 Prozent gehören dem Bund.
Weitere nachwachsende Rohstoffe wurden in Deutschland 2022 auf etwa 15 Prozent der Ackerfläche (rund 2,49 Millionen Hektar) angebaut.
Die gesamte Holzwirtschaft mit etwa 650.000 Beschäftigten gehört zu den wirtschafts- und gesellschaftspolitisch wichtigsten Branchen in Deutschland.
Zu ihr gehören die Teilbranchen: Holzindustrie, Holzhandwerk sowie Holzhandel und Zulieferer. Die Holzindustriezweige sind: Forstwirtschaft, Sägeindustrie, Möbelindustrie, Papierherstellung und -verarbeitung, industrieller Holzbau, Holzwerkstoffindustrie und Holzpackmittel.
Der Holzhandel bildet das Bindeglied in der Logistikkette zwischen Produzent und Verbraucher.
Das Holzhandwerk mit seinen Tischlereien und Zimmereibetrieben ist durch kleine und mittlere Unternehmen geprägt.
Am Ende der Holzwirtschaft steht der Verwertungsweg als moderne Holzenergie.

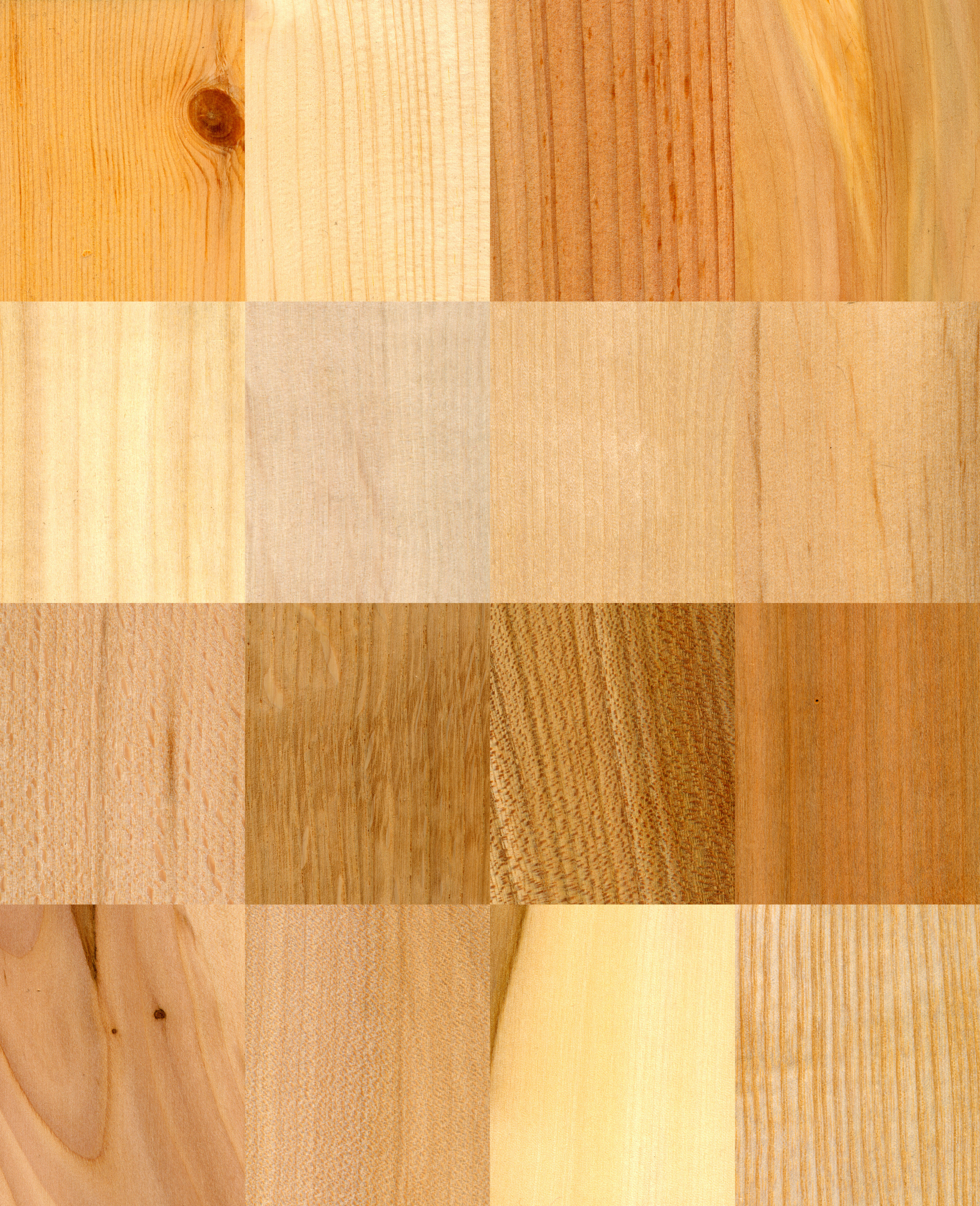
16 Holzproben

Von den 70,6 Millionen Kubikmeter Holzeinschlag 2023 in Deutschland wurden
55 % Stammholz als Nutzholz und Schnittholz für Bauholz, Verpackungen, und Möbel verwendet. Bei der Herstellung von Möbeln wird Holzwerkstoff vor allem in der Produktion von Spanplatten (Holzspanwerkstoff), aber auch für Vollholzwerkstoffe (Sperrholz, Schichtholz), Holzfaserwerkstoffe (verschiedene Faserplatten) und Verbundwerkstoffe (beispielsweise Wood-Plastic-Composite (WPC) aus Holzmehl und Kunststoff) eingesetzt.
Es werden 20 % Industrieholz für die Zellstoff- und Papierindustrie in Form von Holzschliff und 20 % energetisch als Brennholz genutzt. Das Brennholz wird in den letzten Jahren zunehmend durch Hackschnitzel oder Holzpellets ersetzt. Neben Privathaushalten nutzen auch Biomasseheizwerke und Biomasseheizkraftwerke große Mengen an Holz.
Ca. 5 % des eingeschlagenen Holzes wurde 2023 nicht verwendet.

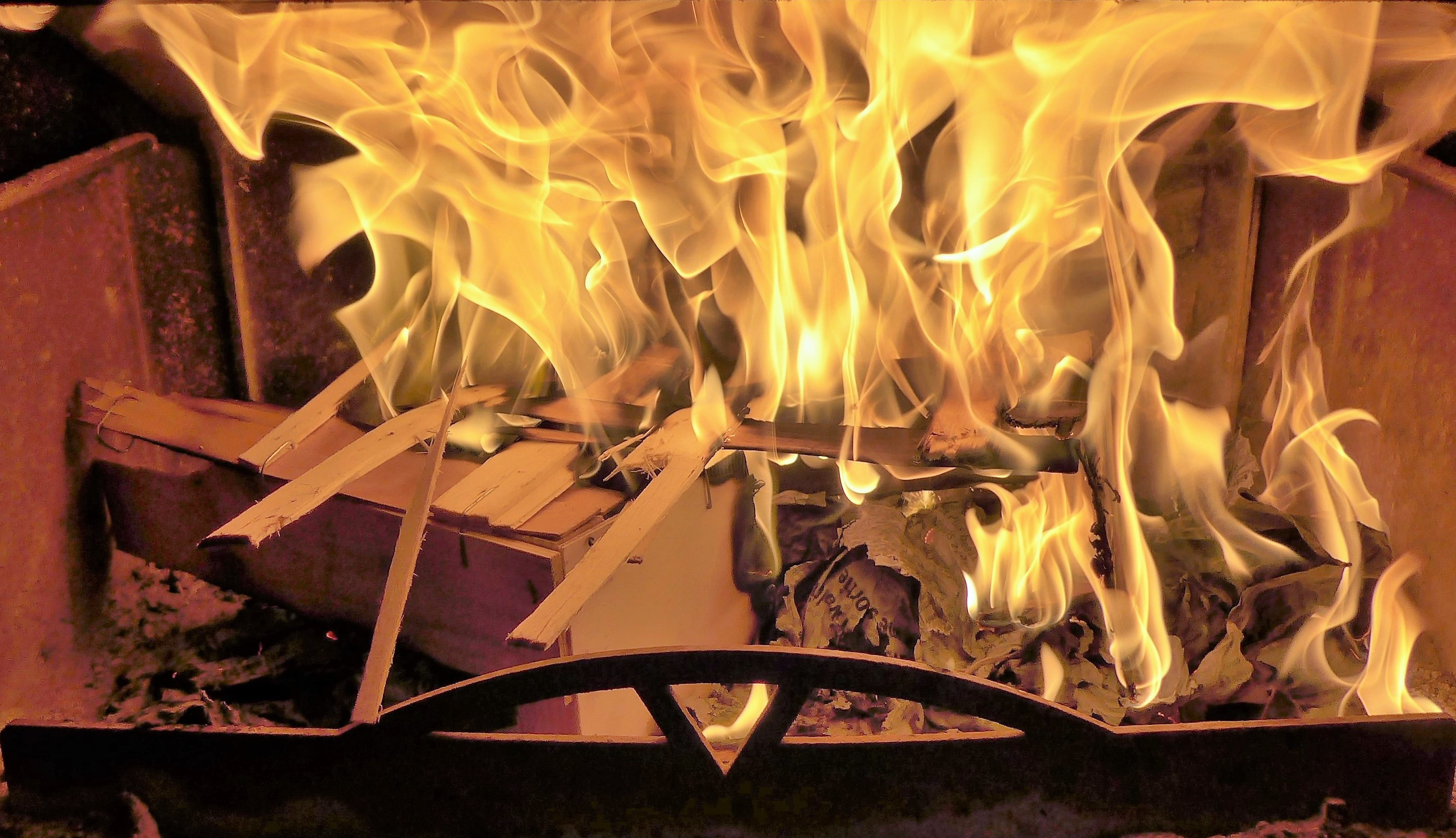
Holzheizung

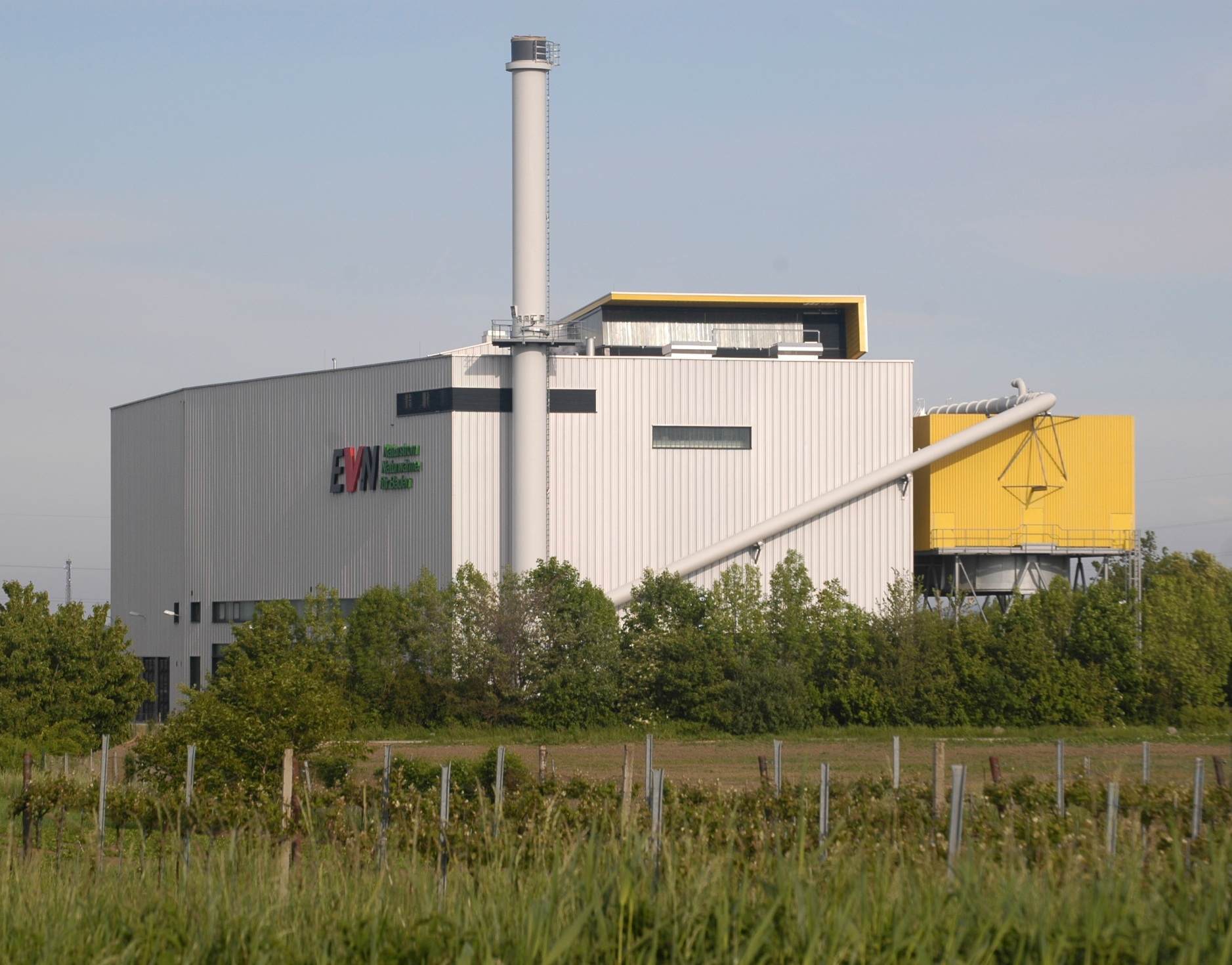
Biomasseheizkraftwerk Baden Aussenansicht

Teilweise ist eine mehrfache Nutzung von Holz (Kaskadennutzung) möglich, wie zunächst stofflich, beispielsweise als Konstruktionsvollholz Möbel- oder Innenausbau und danach durch Recycling von Altholz bei der Herstellung von neuen Möbeln oder Spanplatten oder schließlich am Ende der Nutzung sollte es der energetischen Verwertung zugeführt werden.
Holzähnliche Werkstoffe wie Bambus, Reet und Stroh finden Verwendung zur Dachdeckung. Aus Rattan, Peddigrohr und Weidenruten werden Korbwaren und Möbel hergestellt.

#### Naturfasern

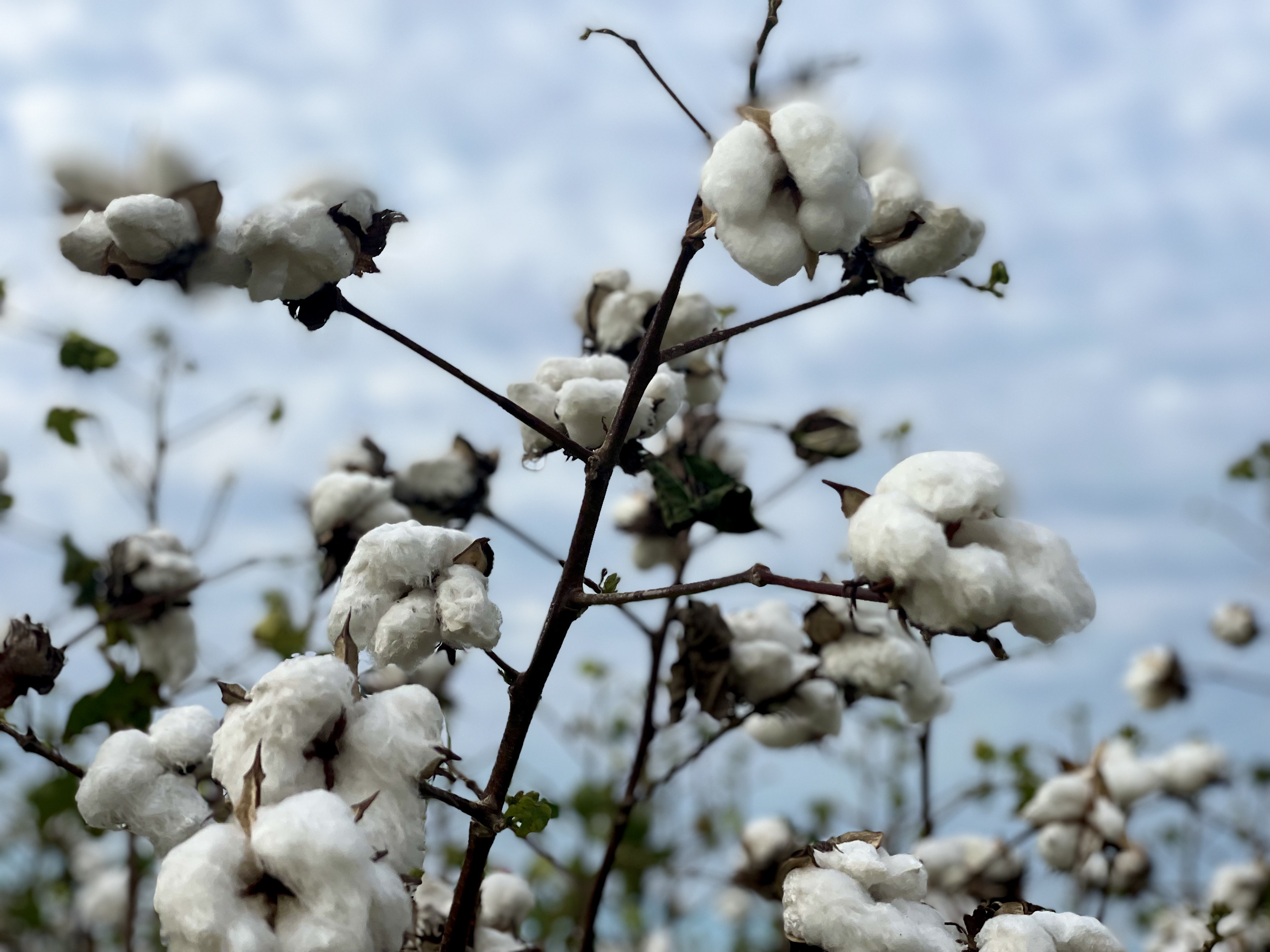
Baumwollpflanze

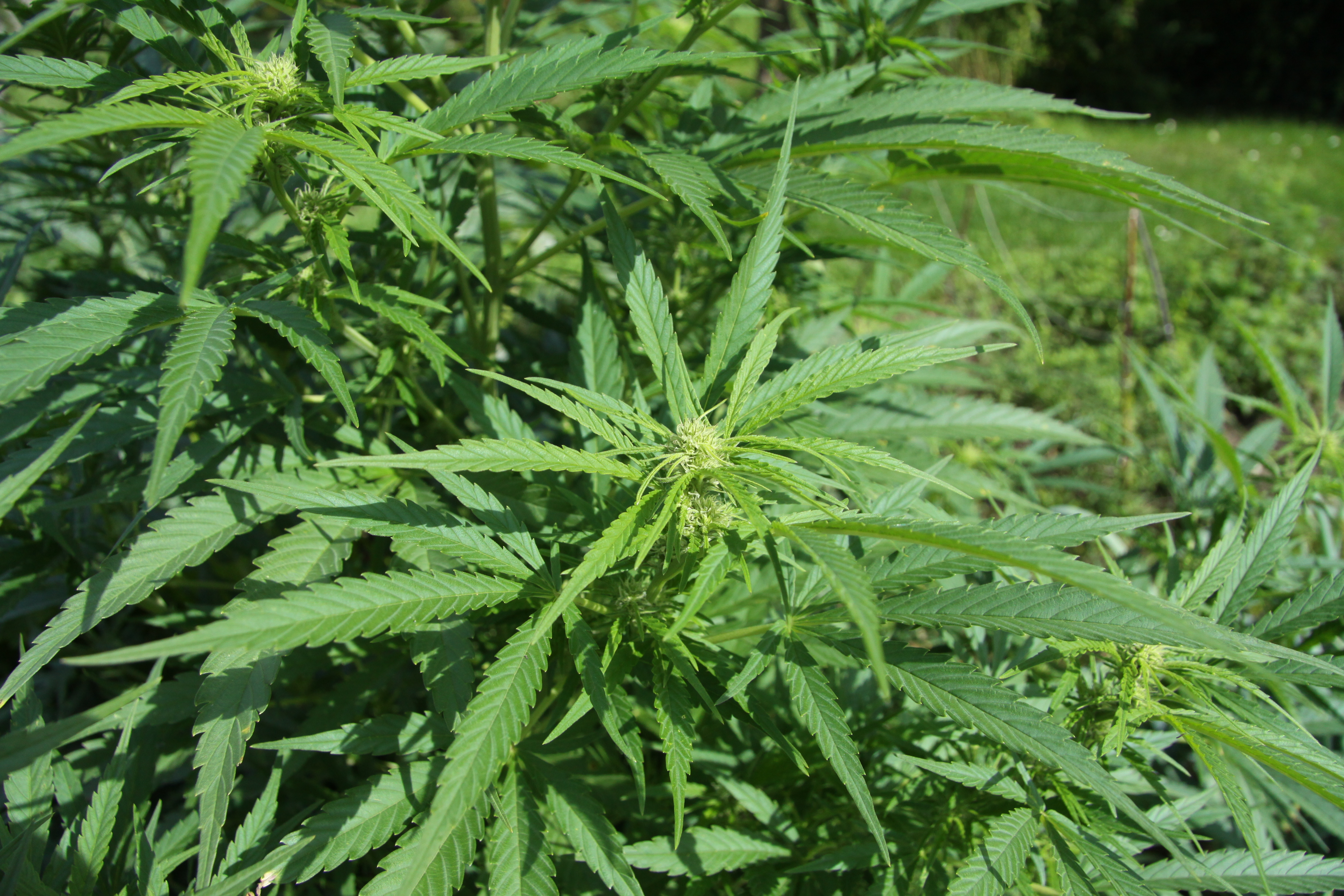
Hanfpflanze

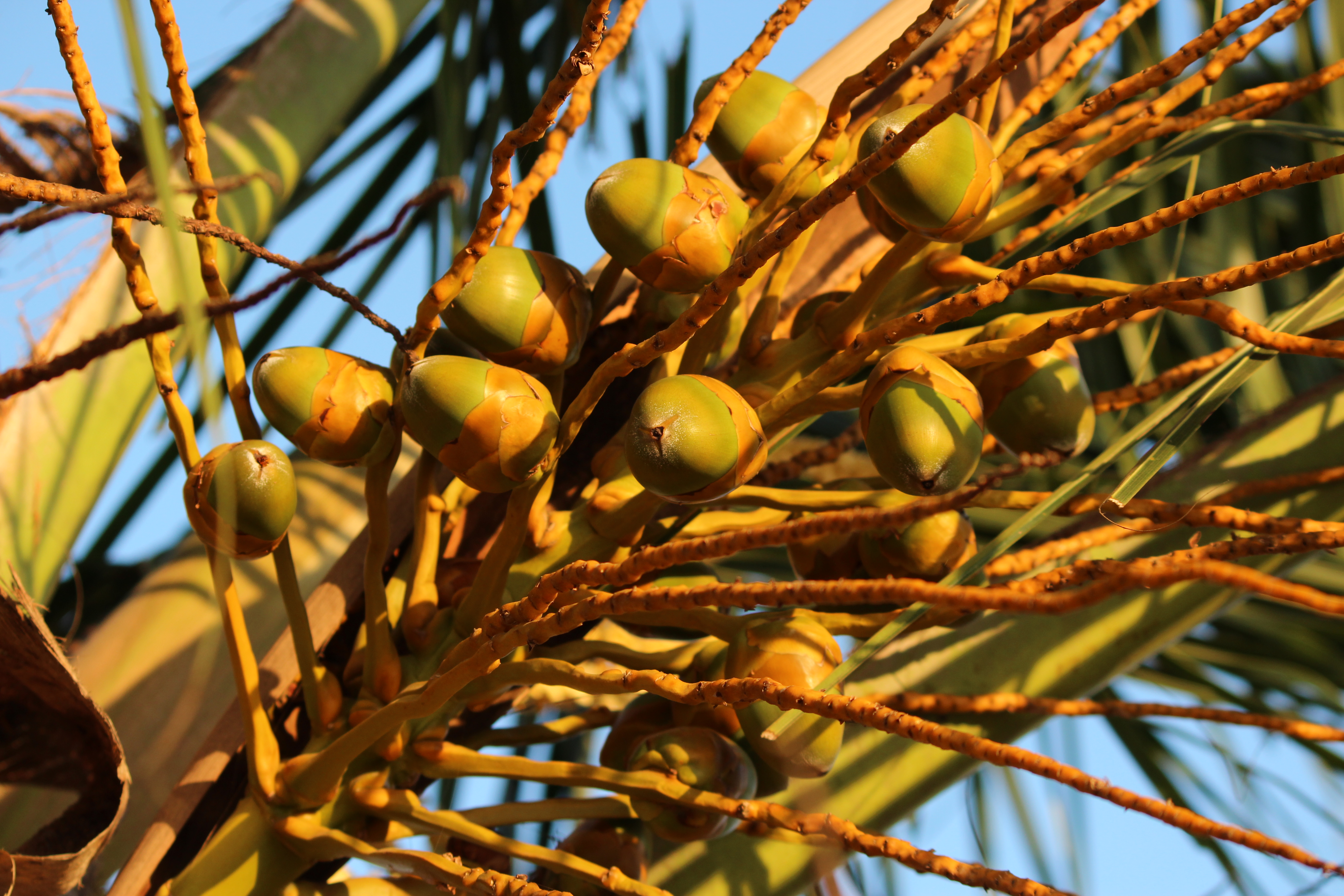
Kokosnüsse

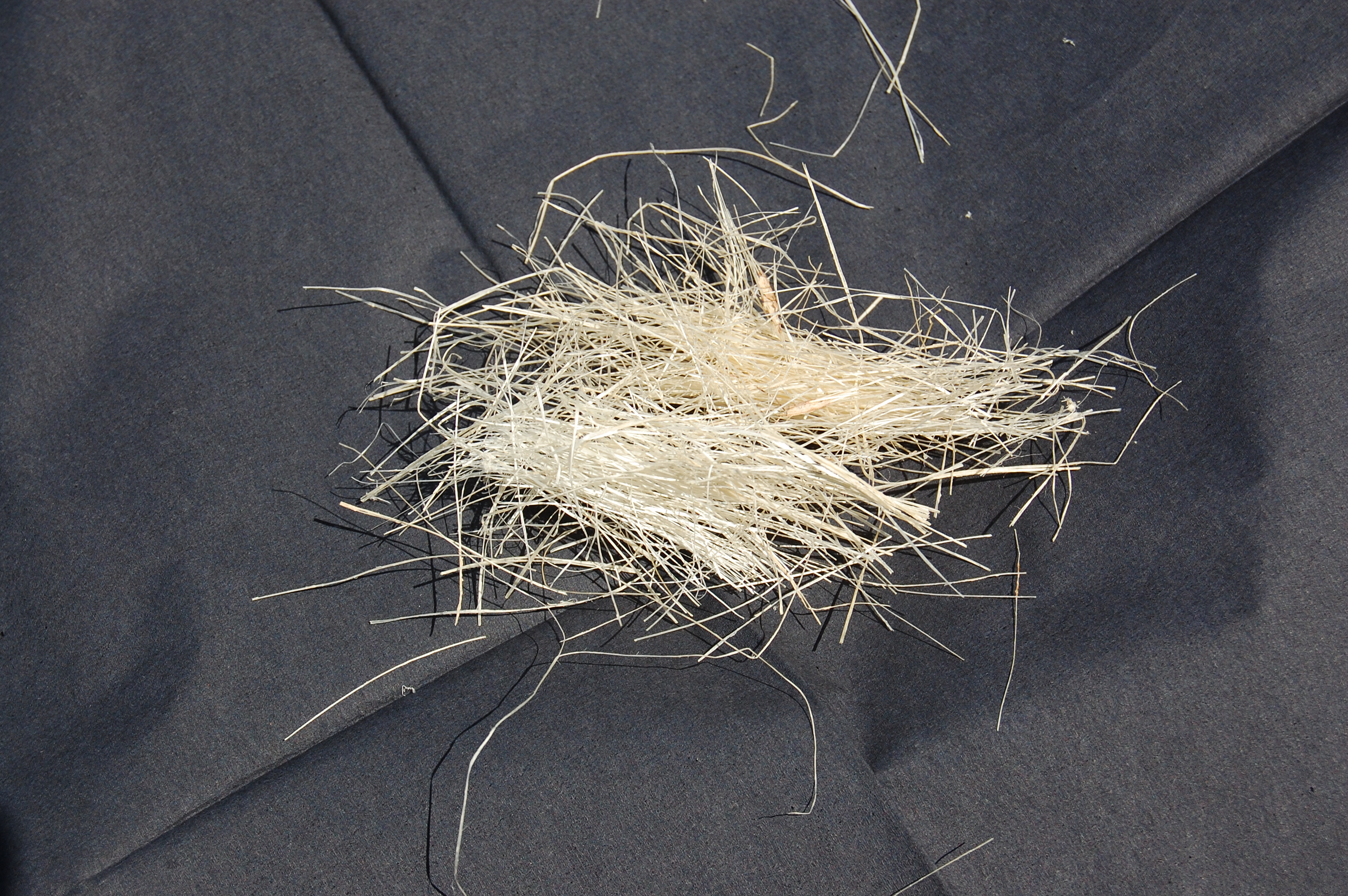
Sisal Faser

Naturfasern werden durch aufwändige Bearbeitung der Rohstoffpflanzen – den so genannten Faserpflanzen – gewonnen. Der wichtigste Faserrohstoff weltweit ist die Baumwolle, die vor allem in tropischen und subtropischen Gebieten angebaut wird. Baumwolle wird vorwiegend zur Herstellung von Kleidung sowie für andere Textilien verwendet. Weitere Anteile werden zur Herstellung von Vliesstoffen oder Garnen genutzt.
Wichtige Faserpflanzen in gemäßigten Zonen sind vor allem der Gemeine Lein (Flachsfaser) und Nutzhanf (Hanffaser). Ihre Bastfasern können zur Herstellung von Bekleidungstextilien genutzt werden und stellen als Flachs-Lang- und Kurzfasern aktuell auch die Hauptnutzung dar. Flachskurzfasern werden mit einem signifikanten Anteil zur Herstellung von Spezialpapieren verwendet, darunter im Wesentlichen zu Zigarettenpapier. Weitere Anwendungen sind die Produktion von Dämmstoffen und Verbundwerkstoffen.
Für Verbundwerkstoffe (Naturfaserverstärkter Kunststoff) werden Naturfasern von sechs Grundtypen von Naturfasern genutzt. Sie werden wie folgt klassifiziert: Bastfasern (Jute, Flachs, Hanf, Ramie und Kenaf); Blattfasern (Abacá, Sisal und Ananas); Samenfasern (Kokosfasern, Kopra, Baumwolle und Kapok); Kernfasern (Kenaf, Hanf und Jute); Gras- und Schilffasern (Weizen, Mais und Reis) und alle anderen Arten (Holz, Bambus und Wurzeln).
Von den tierischen Fasern ist Wolle die Wichtigste, die zum größten Teil durch die Schur von Schafen aber auch von anderen Haustieren wie Lamas, Alpakas oder Angorakaninchen gewonnen wird. Einen weiteren Faserwerkstoff tierischen Ursprungs stellt die Seide dar, die ebenfalls für Textilien verwendet wird.

#### Pflanzenöle – Stoffliche Verwendung
Neben dem Einsatz von Pflanzenölen als Energieträger finden Pflanzenöle stofflich Verwendung.
Die wichtigsten Pflanzenöle sind: Palm- und Palmkern-, Kokos-, Soja-, Raps-, Baumwoll-, Erdnuss-, Sonnenblumen- und Olivenöl.
Pflanzenöle dienen in der Oleochemie als Rohstoff für die unterschiedlichsten Produkte. So werden beispielsweise Kokos- und Palmöl für Tenside (zum Beispiel Zuckertenside) genutzt, die in der Waschmittel, Pflege- und Reinigungsmittelindustrie, aber auch im Bereich der Kosmetika und Pharmaprodukte Verwendung finden.
Für Farben, Druckfarben und Lacke werden Pflanzenöle vor allem als Additive und Bindemittel verwendet. Ein bereits historisch bedeutsamer Anwendungsbereich, der seit dem 19. Jahrhundert vom Erdöl eingenommen wurde, stellen Biogene Schmierstoffe dar, zu denen etwa Hydraulik-, Motor-, Sägeketten-, Schal-, Schneidöl und Metallverarbeitungsöle gehören.
Fettsäuren von Pflanzölen werden mit Diolen zu Bio-Kunststoff polymerisiert.
Weitere Produkte sind der Bodenbelag Linoleum, für den vor allem Leinöl verwendet wird, sowie Faktis als Kautschukadditiv und Weichmacher für Kunststoffe. Mit moderner Technologien ist es zudem heute möglich, Polyole für die Herstellung der Kunststoffe Polyurethan und Polyester auf der Basis von Pflanzenölen zu produzieren.

#### Zucker und Stärke

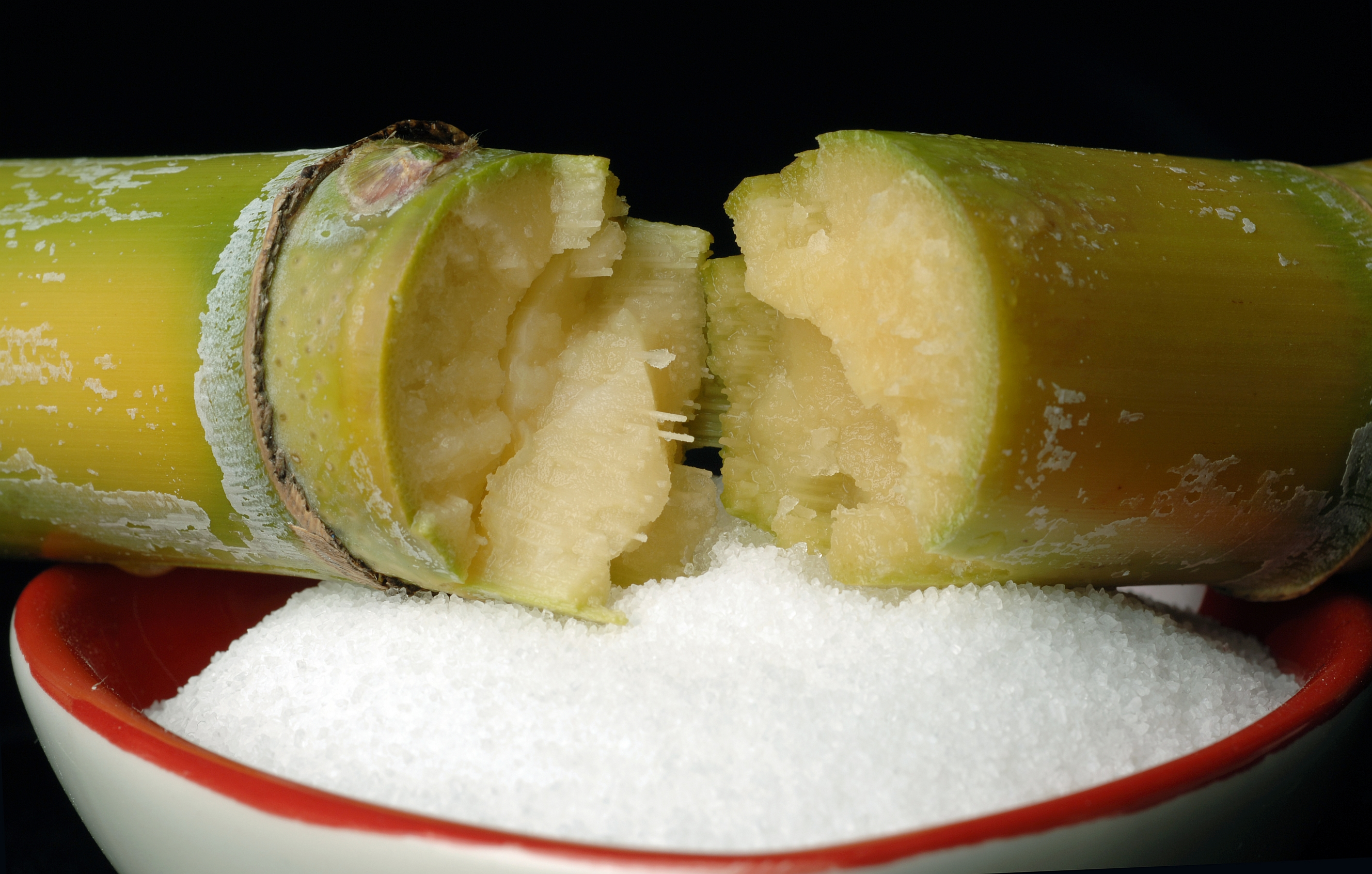
Zuckerrohr und eine Schale Zucker

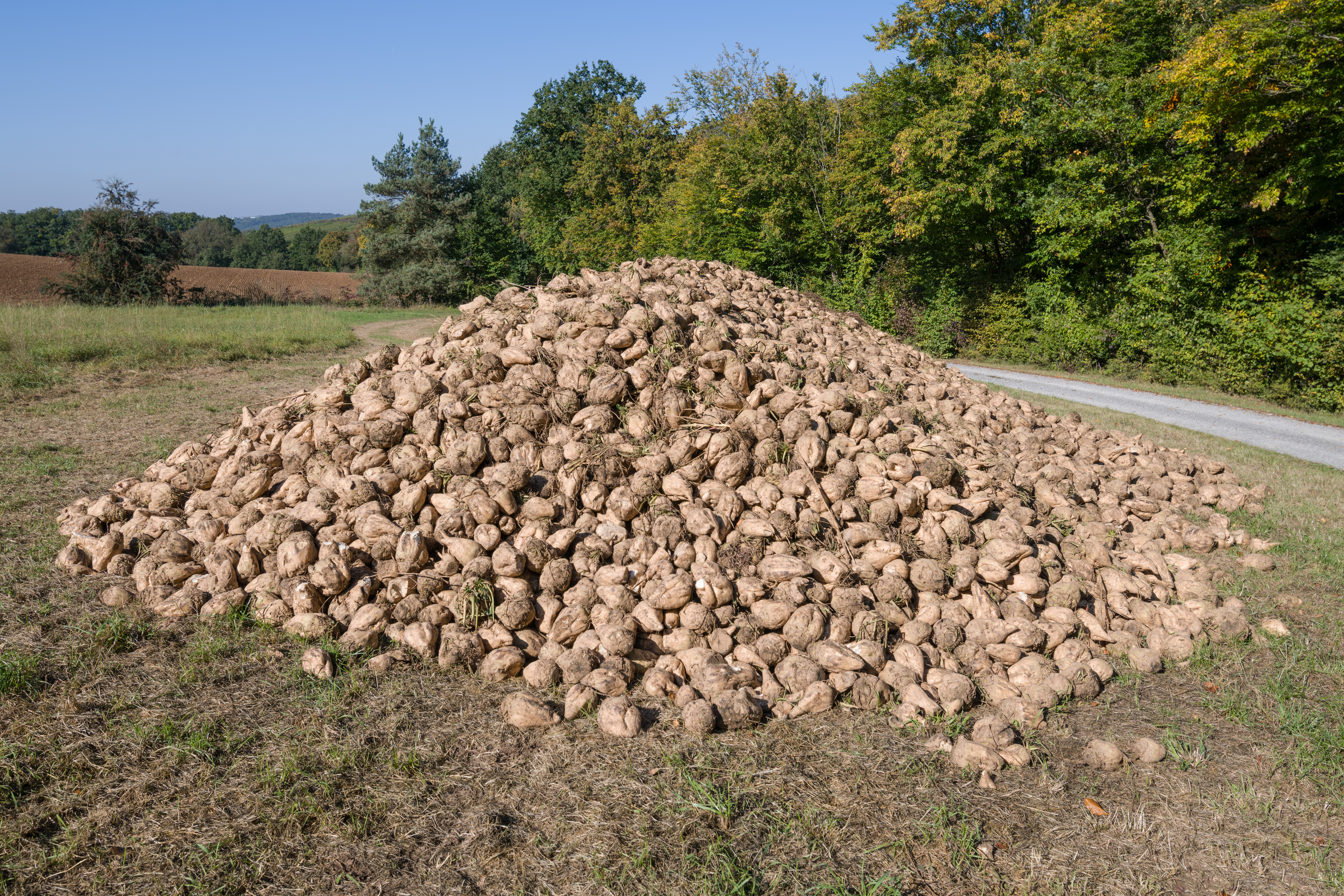
Zuckerrüben

Die weltweit bedeutendste Zuckerpflanze ist Zuckerrohr, während in gemäßigten Klimazonen die Zuckerrübe dominiert. Stärke wird aus verschiedenen Getreidepflanzen (wie Weizen, Triticale, Mais, Reis) und anderen Feldfrüchten gewonnen (wie Maniok, Kartoffeln). Da Stärke ein Polysaccharid aus Zuckermonomeren ist, kann bei vielen Anwendungen sowohl Zucker als auch Stärke eingesetzt werden.
Der größte Teil der technischen Stärke wird in der Papierindustrie als Papierstärke eingesetzt. Als Rohstoff der chemischen Industrie wird Stärke beispielsweise für die Herstellung von Wasch- und Reinigungsmittel, organischen Säuren, Pharmaka und Kosmetika genutzt. Stärke dient zudem direkt als Rohstoff für die Herstellung für Biokunststoffen, wie Thermoplastischer Stärke. Auch indirekt, nach fermentativer (biotechnischer) Umsetzung von Stärke oder Zucker, können aus den Zwischenprodukten Biokunststoffe wie Polylactid (PLA) und Polyhydroxybuttersäure (PHB) erzeugt werden. Zucker wird zudem in der Bauchemie als Abbindeverzögerer und Einschalungsmittel genutzt.
Große Mengen Zucker sowie Stärke werden zu Bioethanol vergoren, das neben Biodiesel und Pflanzenölkraftstoff ein wichtiger Biokraftstoff ist. Bedeutende Herstellerländer sind Brasilien und die Vereinigten Staaten mit den Rohstoffen Zuckerrohr sowie Maisstärke. In der Zuckerindustrie in Brasilien wird fast die Hälfte des geernteten Zuckerrohrs zu Bioethanol verarbeitet. Heute ist in vielen Ländern die Nutzung eines Anteils an Biokraftstoff oder konkret von Bioethanol in Kraftstoffen verpflichtend.
Eine wachsende Bedeutung wird für die Verwendung von Stärke, Zucker (und anderen nachwachsenden Rohstoffen) in der Weißen Biotechnologie (Industrielle Biotechnologie) erwartet. Bereits heute werden Stärke und Zucker (auch in Form von Melasse) für fermentative und biokatalytische Prozesse, beispielsweise zur Herstellung von Bioethanol (siehe oben), aber auch höherwertige Verbindungen, wie Grundchemikalien, Plattformchemikalien oder pharmazeutischen Produkten, eingesetzt.

#### Elastomere, Gerbstoffe, Pharmakologische Grundstoffe und Färberpflanzen
Aus einigen Pflanzen und Tieren können Inhaltsstoffe und Materialien mit besonderen Eigenschaften gewonnen werden. Zu diesen Stoffen gehören vor allem Kautschuk, Harze und Wachse, Gerbstoffe, Rohstoffe für die pharmazeutische Industrie und verschiedene Farbstoffe.

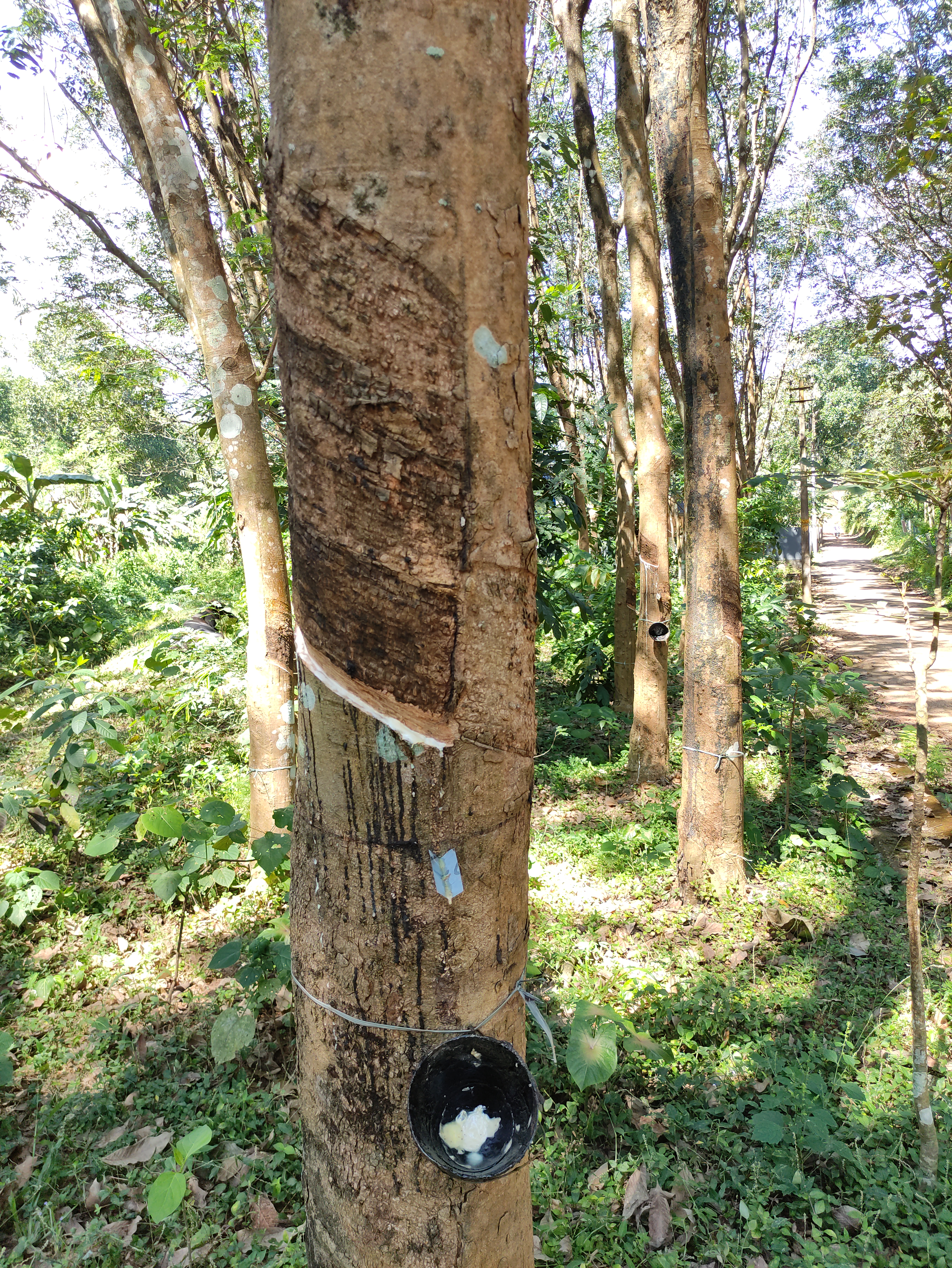
Latexgewinnung

Kautschuk stellt ein natürliches Elastomer dar, das vor allem aus dem Milchsaft des südamerikanischen Kautschukbaumes (Hevea brasiliensis) gewonnen wird. Bei Latex handelt es sich um flüssig gehaltenen Kautschuk, er wird zum Beispiel zur Herstellung von Textilien, Schaumanwendungen (Matratzen) oder Kondomen verwendet.

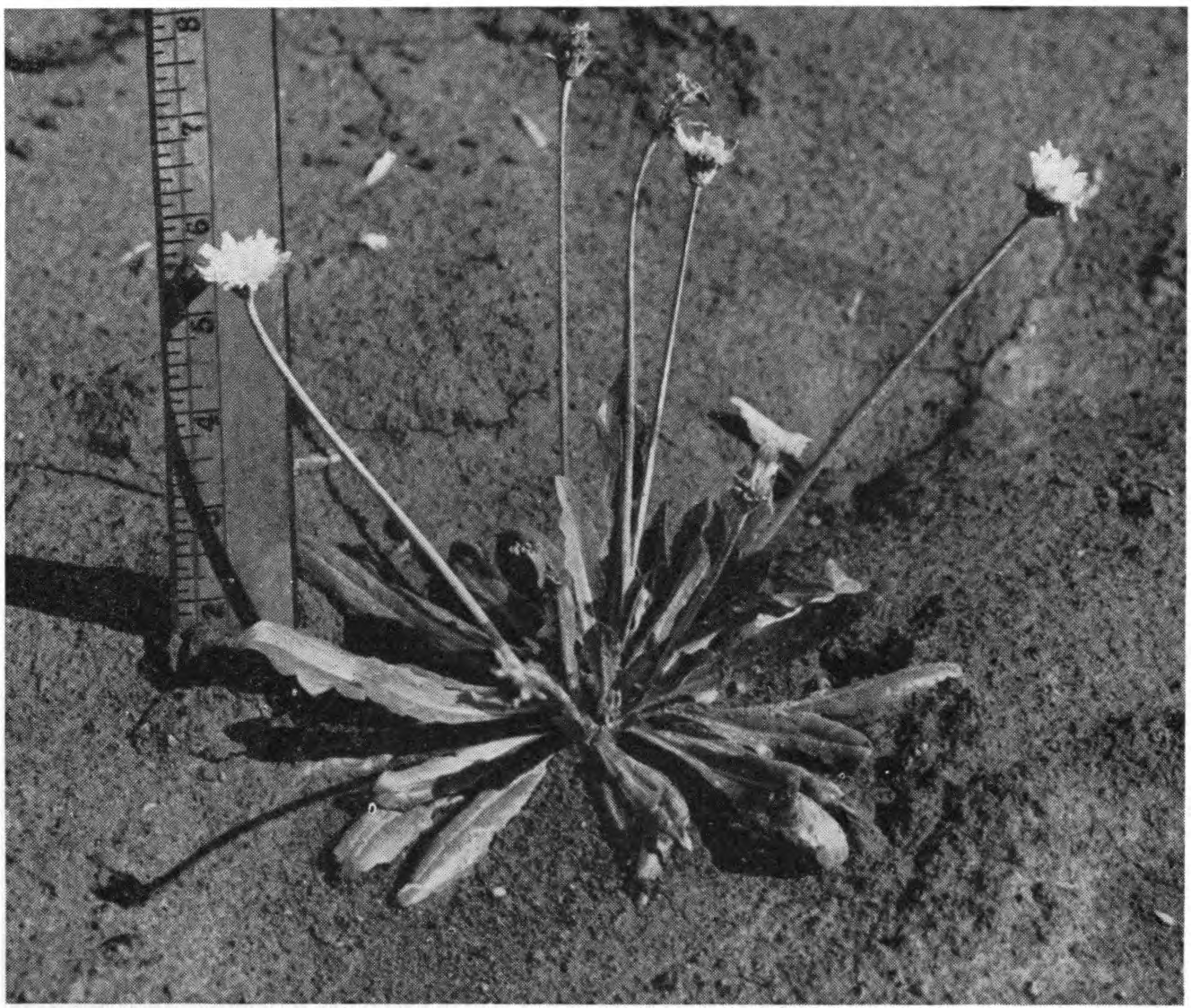
Russischer Löwenzahn-Taraxacum kok-saghyz

Russischer Löwenzahn kann Naturkautschuk in der Reifenindustrie, in Dichtungen oder Schaumstoffen ersetzen.

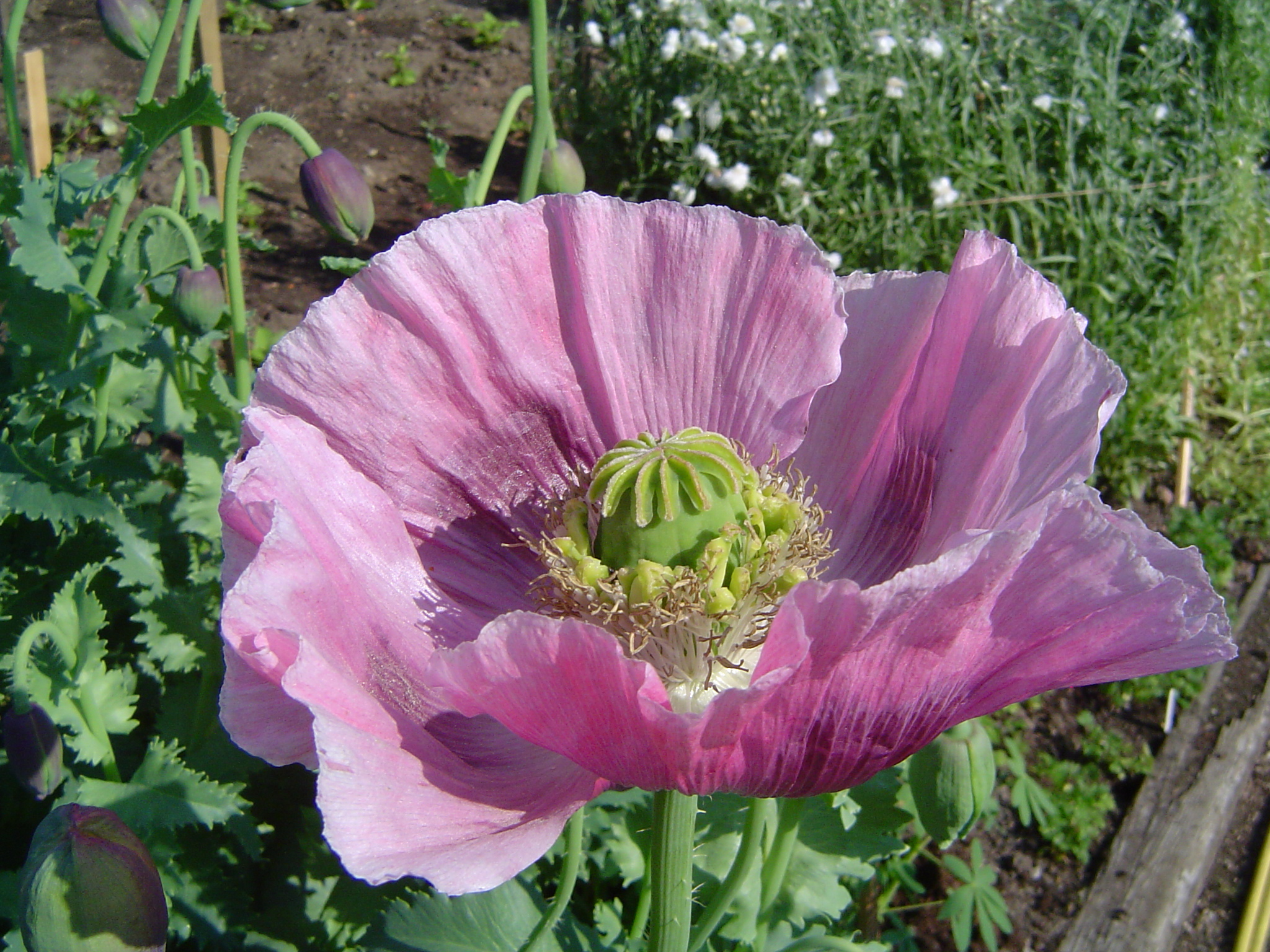
Opium Mohn

Aus Arzneipflanzen können eine Reihe von Pflanzenwirkstoffen (Phytopharmaka) gewonnen werden, die bisher nicht oder nicht wirtschaftlich synthetisch herstellbar sind. Daher wird eine Vielzahl von Arzneipflanzen angebaut und genutzt, um deren Inhaltsstoffe für Medikamente, Genussmittel und Drogen nutzen zu können, wie zum Beispiel Tabak, Cannabis und Hopfen oder illegale Drogen wie Koka Morphin und Opium.
Auch Genussmittel und Drogen werden dieser Gruppe zugeordnet.
Färberpflanzen liefern Farbstoffe zum Färben von Textilien, für Malfarben und andere Anwendungen. Sie spielten eine wichtige Rolle als nachwachsende Rohstoffe, bevor es im 19. Jahrhundert gelang, Farbstoffe synthetisch herzustellen. Im Mittelalter begann man in Europa, Färberpflanzen, wie beispielsweise Färberwaid für Blau, Färberkrapp für Rot und Färberresede für Gelb, anzubauen. Vor allem Indigo aus der indischen Indigopflanze wurde bis in das späte 20. Jahrhundert industriell genutzt, um Jeans zu färben. In der Malerei wurden vor allem Farblacke verwendet, bei denen der Pflanzenfarbstoff auf ein Substrat wie Kreide oder Bleiweiß aufgezogen wurde, um anschließend wie ein Pigment vermalt werden zu können. Pflanzenfarben können aber auch ohne Substrat lasurartig aufgetragen werden.

#### Plattformchemikalien
Biobasierte Plattformchemikalien sind Grundchemikalien, die sich als Synthesebausteine für zahlreiche weitere Chemikalien eignen. Sie werden aus nachwachsenden Rohstoffen hergestellt.
Die wichtigsten Plattformchemiklien sind:
Aceton; Adipinsäure; Bernsteinsäure; Ethanol; 2,5-Furandicarbonsäure; Furfural; Glycerin; Hydroxymethylfurfural; 3-Hydroxypropionsäure; Isophoron; Isopren; Lävulinsäure; (R)-Milchsäure; (S)-Milchsäure; Oxalsäure; Sebacinsäure; Sorbit; Xylit.
Die Größe des Marktes für biobasierte Plattformchemikalien wird im Jahr 2024 auf 15,41 Milliarden US-Dollar geschätzt.

##### Plattformchemikalien Bioethanol
Bioethanol ist ein wichtiger Bestandteil für die Getränke- und Lebensmittelindustrie. Der Trinkalkohol wird unter anderem zur Herstellung von Likören und Spirituosen, als Lebensmittelzusatzstoff, zur Herstellung von Essig, zur Extraktion von Aromen und zur Konservierung von Lebensmitteln verwendet.
Bioethanol findet zunehmend Abnehmer in der chemischen Industrie. Bioethanol wird unter anderem als Lösungsmittel, Enteisungsflüssigkeit sowie in Farben und Lacken verwendet. Erneuerbares Ethanol ist außerdem wichtige Komponente in Gummi, in pharmazeutischen und kosmetischen Produkten, sowie in Desinfektions- und Arzneimitteln.
Zunehmend ist Bioethanol als erneuerbarer Rohstoff für die Herstellung biobasierter Chemikalien gefragt. Aus erneuerbarem Ethanol kann zum Beispiel Ethylacetat hergestellt werden, das als Lösungsmittel breite Anwendung bei der Herstellung von Farben, Klebstoffen, Kosmetika, flexiblen Verpackungen und vielem mehr findet. Bedeutende Produkte sind auch Acetaldehyd, Essigsäure, Butanol und Ethylen. Diese werden direkt verwendet oder können in weiteren Konversionen z. B. zu den Kunststoffen Polyethylen und Gummi umgewandelt werden.

### Bio-Basierter Kunststoff
So alt wie die Kunststoffindustrie selbst sind Biobasierte Zellulosewerkstoffe wie Zelluloid, Cellophan oder Zelluloseacetat. Um bekannte Massenkunststoffe wie Polyethylen (PE), Polypropylen (PP) oder Polyethylenterephthalat (PET) in ihren Anwendungen mit ähnlichen Eigenschaften langfristig zu ersetzen, wurde in den vergangenen Jahrzehnten eine Reihe neuer biobasierter Polymere als biobasierte Varianten („Drop-In Biobasiert“) im Produktionsmaßstab in den Markt eingeführt: bioabbaubare Polyester wie Polymilchsäure (PLA), Polyhydroxyalkanoate (PHA, PHB, PHBV) und Polybutylensuccinat (PBS), Poly(butylenadipat-co-terephthalat) (PBAT), oder leistungsfähige Polymere wie Polytrimethylenterephthalat (PTT), Polyamide#Bio-basierte Polyamide (PA 4, PA 5.10, PA 6, PA 10.10, PA 10.12, PA 11,) oder Polyurethanvarianten auf Wasserbasis (BWPU).
Ein vergleichbarer aromatischer Bio-Polyester zu dem in asiatischen Gegenden produzierten, biologisch abbaubaren und kompostierbaren Poly(butylenadipat-co-terephthalat) (PBAT) lässt sich inzwischen auch aus nachwachsenden Rohstoffen wie biobasiertem 1,4-Butandiol (BDO), Sebacinsäure anstelle von Adipinsäure (AA) und 2,5-Furandicarbonsäure (FDCA) herstellen.

### Rohstoffe tierischer Herkunft

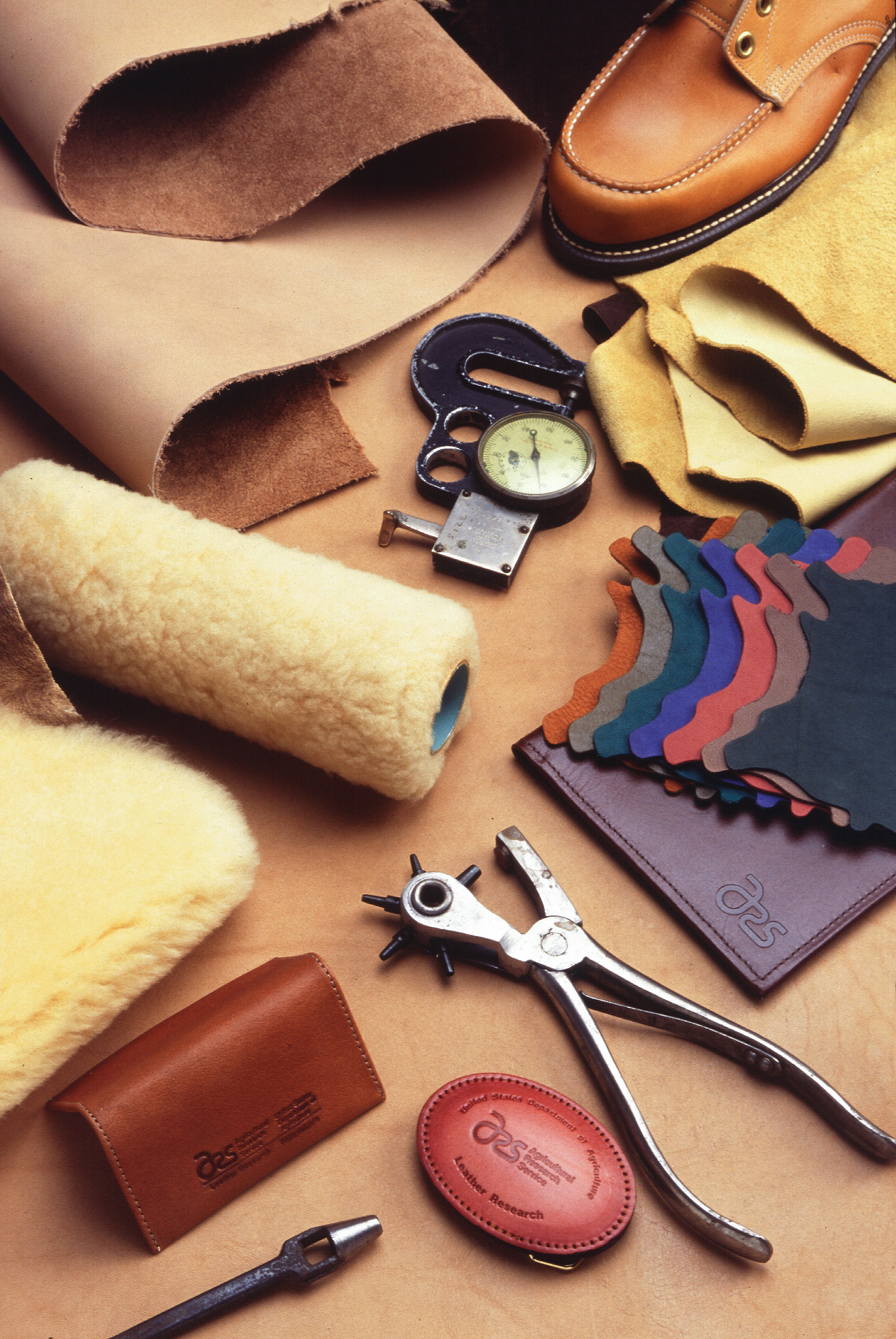
Leder und moderne Lederbearbeitung

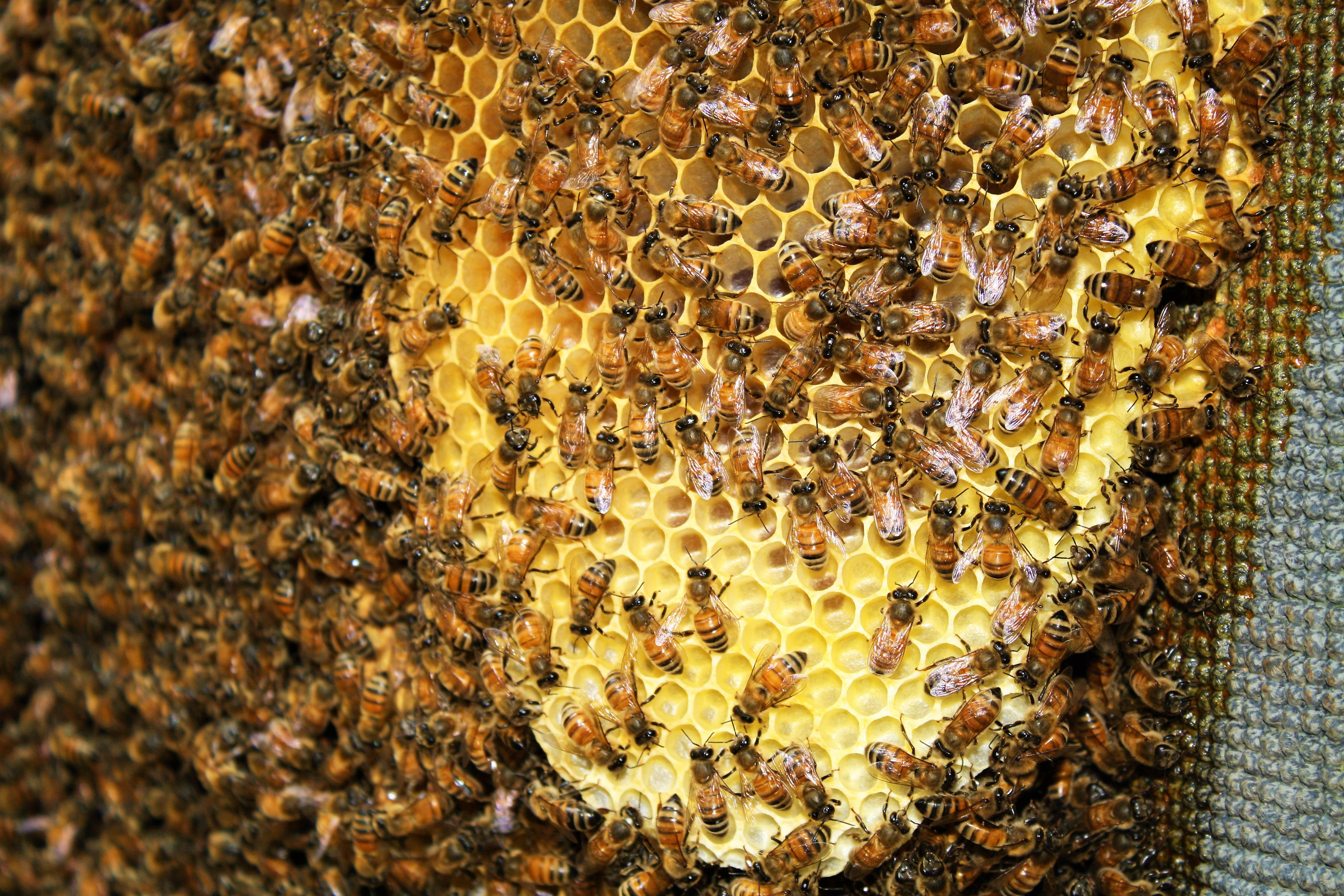
Bienenwachs Erzeugung

Nachwachsende Rohstoffe tierischer Herkunft sind heute weniger präsent als pflanzliche, haben aber historisch wie aktuell eine große Bedeutung.
In der Antike wurde der Farbstoff Purpur aus großen Mengen von Purpurschnecken gewonnen und war nur den höchsten Würdenträgern vorbehalten. Ein weiterer Farbstoff ist Karmin, der wie aus der Cochenilleschildlaus gewonnen wird. Diese Farbstoffe und andere Rohstoffe wie Elfenbein, Leder, Fischleder, Felle, Bienenwachs und Horn waren wichtige Handelsgüter. Historisch wichtig war auch die Verwendung von Tierdarm und Tierhaaren für Waffen, Mess- und Musikinstrumente. Der vom 18. bis zum beginnenden 20. Jahrhundert sehr bedeutende kommerzielle Walfang lieferte Rohstoffe wie Fischbein, Ambra, Walrat, Tran und Glycerin, die als Chemiegrundstoff, Brennstoff, Schmiermittel, Vorläufer verschiedener Kunststoffe und Rohstoff zur Sprengstoffherstellung (Nitroglycerin/Dynamit) verwendet wurden. Sie bildeten im 19. Jahrhundert die Grundlage der Entwicklung der heutigen petrochemischen Industrie.
Die wichtigsten Rohstoffe tierischen Ursprungs sind tierische Fette, Öle, Wachse und Bindemittel, Leder, Felle verschiedener Pelztierarten und tierische Fasern wie Wolle, Seide und Borsten. Schafwolle wird vermehrt auch als Baustoff (Dämmstoff) eingesetzt. Weniger bekannt ist die Verwendung von Schafwolle als Langzeitdünger. Hierfür wird die unbehandelte Rohschafwolle beispielsweise zu Düngepellets (Schafwollpellets) gepresst.
Gülle und Mist werden weltweit als Düngemittel genutzt. Guano stellt dabei einen Grenzfall zu den mineralischen Rohstoffen dar. Ganze Klassen von Wirkstoffen auch tierischer Herkunft entstammen den Giften von Schlangen, Bienen und Fröschen. Insuline und Hormone wie Östrogen waren vor deren gentechnischen Herstellung nur aus tierischen Quellen, wie Bauchspeicheldrüsen von Schweinen, zu gewinnen.
Im Rahmen der Tierkörperverwertung hergestellte Tiermehle und Knochenschrote werden seit einigen Jahren nicht mehr an Wiederkäuer verfüttert, sondern häufig verbrannt. Die früher essentielle Herstellung von Knochenleimen ist heute Nischenanwendungen vorbehalten. Talg hingegen dient nach wie vor als Chemiegrundstoff in der organischen Chemie und Industrie der Oleochemie, um Biogene Schmierstoffe, Tenside, Fette für Kosmetikartikel, Reinigungsmittel und Seifen herzustellen.
Federn, die in großen Mengen bei der Geflügelverarbeitung anfallen, werden vor allem als Füllmaterialien für Kissen und Decken genutzt – zukünftig könnten sie zudem als Keratinquelle zur Herstellung von Biokunststoffen verwendet werden. Auch Chitinpanzer von Krebsen, die als Abfallprodukt in der Krustentierverarbeitung anfallen, und perspektivisch auch von Insekten, können als Chitosan für verschiedene Anwendungen, darunter die Biokunststoffproduktion, gebraucht werden.
Aus menschlichen Quellen ist heute neben der medizinischen Verwendung und Weiterverarbeitung etwa von Blut und Blutprodukten Menschenhaar für Perücken oder modische Haarverlängerungen von gewisser wirtschaftlicher Bedeutung.

### Algen

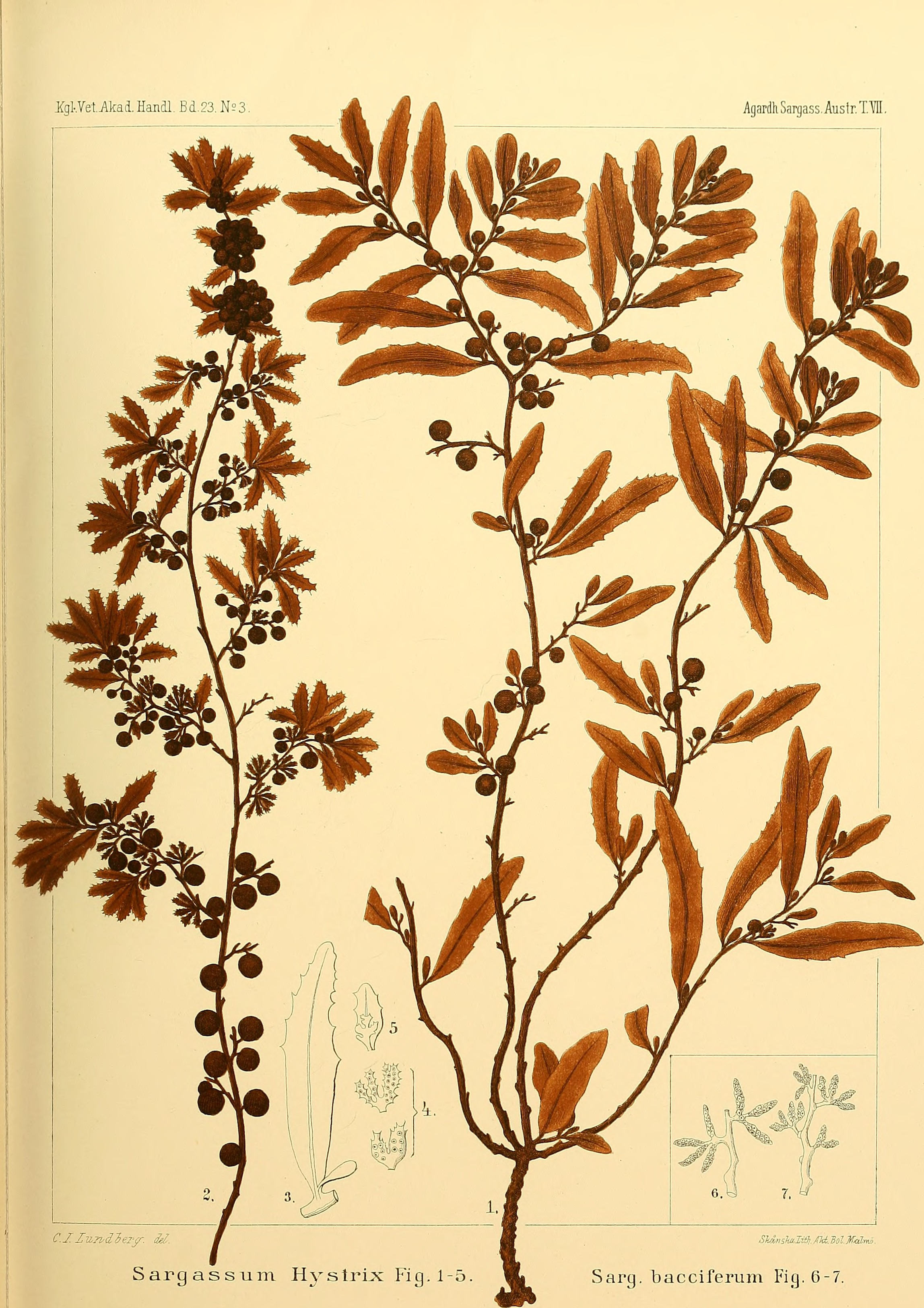
Golftange (Sargassum), Alge des Jahres 2024

### Bioraffinerien
Für die Zukunft wird eine wachsende Bedeutung des Konzepts der Bioraffinerie erwartet. Biomasse sowie nachwachsende Rohstoffe sollen in diesen Anlagen einer vollständigeren und höherwertigen Nutzung zugeführt werden. So sollen Grundchemikalien, Kraftstoffe, Biopolymere und anderes gewonnen werden.

## Interessen- und Industrieverbände

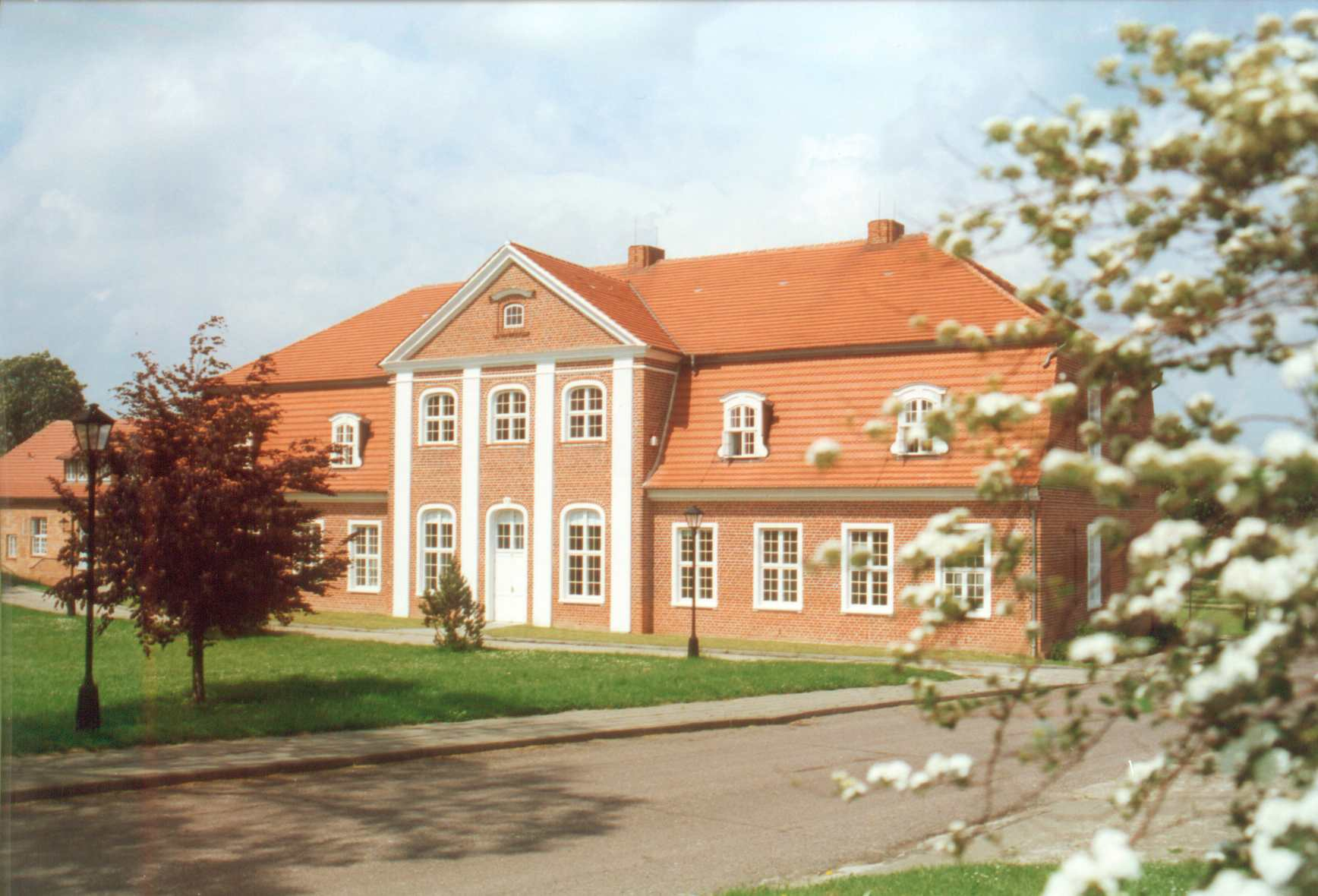
Sitz der FNR in Gülzow

In Deutschland ist als staatlicher Projektträger auf Bundesebene beim damaligen Bundesministerium für Ernährung, Landwirtschaft und Verbraucherschutz (BMELV), heute Bundesministerium für Ernährung und Landwirtschaft (BMEL), die Fachagentur Nachwachsende Rohstoffe e. V. (FNR) eingerichtet worden, um bundesweit Forschung, Entwicklung und Markteinführung im Bereich Nachwachsende Rohstoffe zu unterstützen. Ein weiterer Schwerpunkt der FNR ist außerdem das umfassende Beratungs- und Informationsangebot in den Bereichen nachwachsende Rohstoffe und Bioenergie. Auf Länderebene sind Ansprechpartner zu nachwachsenden Rohstoffen bei den jeweiligen Forst- sowie Landwirtschaftsministerien, den Direktionen für ländliche Entwicklung sowie teilweise bei den lokalen Industrie- und Handelskammern zu finden.
In Bayern sind unter anderem das KoNaRo – Kompetenzzentrum für Nachwachsende Rohstoffe und das Centrale Agrar-Rohstoff-Marketing- und Energie-Netzwerk C.A.R.M.E.N. e. V. aktiv.
Es gibt zahlreiche Interessenverbände, die sich für eine stärkere Nutzung von nachwachsenden Rohstoffen verschiedener Art und zu verschiedenen Zwecken einsetzen. Die Arbeitsgemeinschaft Deutscher Waldbesitzerverbände (AGDW) und der Deutsche Forstwirtschaftsrat (DFWR) setzen sich vor allem für die stoffliche, aber auch für die energetische Nutzung von Waldholz ein.
Der Bundesverband BioEnergie e. V. (BBE) engagiert sich für die Nutzung von nachwachsenden Rohstoffen als Energieträger.
Das Johann Heinrich von Thünen-Institut, Bundesforschungsinstitut für Ländliche Räume, Wald und Fischerei mit Hauptsitz in Braunschweig forscht fachgebietsübergreifend mit dem Ziel der nachhaltigen Weiterentwicklung der ländlichen Räume, der Land-, Forst- und Holzwirtschaft sowie der Fischerei. Dabei bezieht es sozioökonomische, ökologische und technologische Aspekte mit ein.
Das Deutsche Biomasseforschungszentrum gemeinnützige GmbH (DBFZ) ist eine Einrichtung für angewandte Forschung der Bundesrepublik Deutschland mit Sitz in Leipzig. Gegenstand der Gesellschaft ist nach eigener Aussage „die anwendungsorientierte Forschung und Entwicklung im Bereich der energetischen und integrierten stofflichen Nutzung nachwachsender Rohstoffe in der Bioökonomie unter besonderer Berücksichtigung innovativer Techniken, der wirtschaftlichen Auswirkungen und der Umweltbelange“.
Das Fraunhofer-Institut für Holzforschung (WKI), „Wilhelm-Klauditz-Institut“ ist eine Einrichtung der Fraunhofer-Gesellschaft. Das Institut hat seinen Sitz in Braunschweig, Seine Aktivitäten sind die angewandten Forschungen im Fach Ingenieurwissenschaften im Gebiet der Werkstoffkunde zuzuordnen. Forschende des Fraunhofer WKI entwickeln gemeinsam mit dem Verband Dämmstoffe aus nachwachsenden Rohstoffen e. V. (vdnr) neue Dämmstoffe, Materialien und Bauteile zum Beispiel aus Holz, Flachs, Zellulose, Jute, Hanf, Kork, Schafwolle, Schilf, See- und Wiesengras und Stroh oder Systeme sowie Pilzmyzel.
Das Sächsische Netzwerk Biomasse e. V. wurde bereits im Jahr 2004 als „Verein zur Förderung von Biomasse und nachwachsenden Rohstoffen Freiberg e. V.“ gegründet. Die Mitglieder des Vereins, überwiegend Landwirtschaftsunternehmen, betreiben über 30 unterschiedliche Anlagen zur Erzeugung von Bioenergie und informieren Interessierte durch Anlagen- und Feldbesichtigungen, Veranstaltungen und Beratungen.
Das Kompetenznetzwerk Biogas mit Sitz in Weimar befasst sich im Rahmen von Biogasanlagen mit: Rohgas- / Holzgasprojekte, Biogas-Direktvermarktung, Umstellung auf Biogasaufbereitung zur Einspeisung in das Erdgasnetz. Im Einzelnen informiert sie die Biogasbetreiber über: Prozessbiologie, Projektentwicklung, Behördeningenieurleistungen, Prozess- und Anlagenbetreuung, Optimierung und Sanierung.
Die Charta für Holz vertritt die Interessen der Holzwirtschaft auf Bundesebene. Die Betrachtung der gesamten Wertschöpfungskette Forst-Holz zielt darauf, den Werk- und Baustoff Holz weiterzuentwickeln und neue markttaugliche Produkte wie Bauen mit Holz, Hochleistungswerkstoffe, Holzprodukte, Holz als klimafreundlicher Rohstoff, Waldprävention für die zukünftige Bioökonomie zu entwickeln.